# ウクライナの路面電車

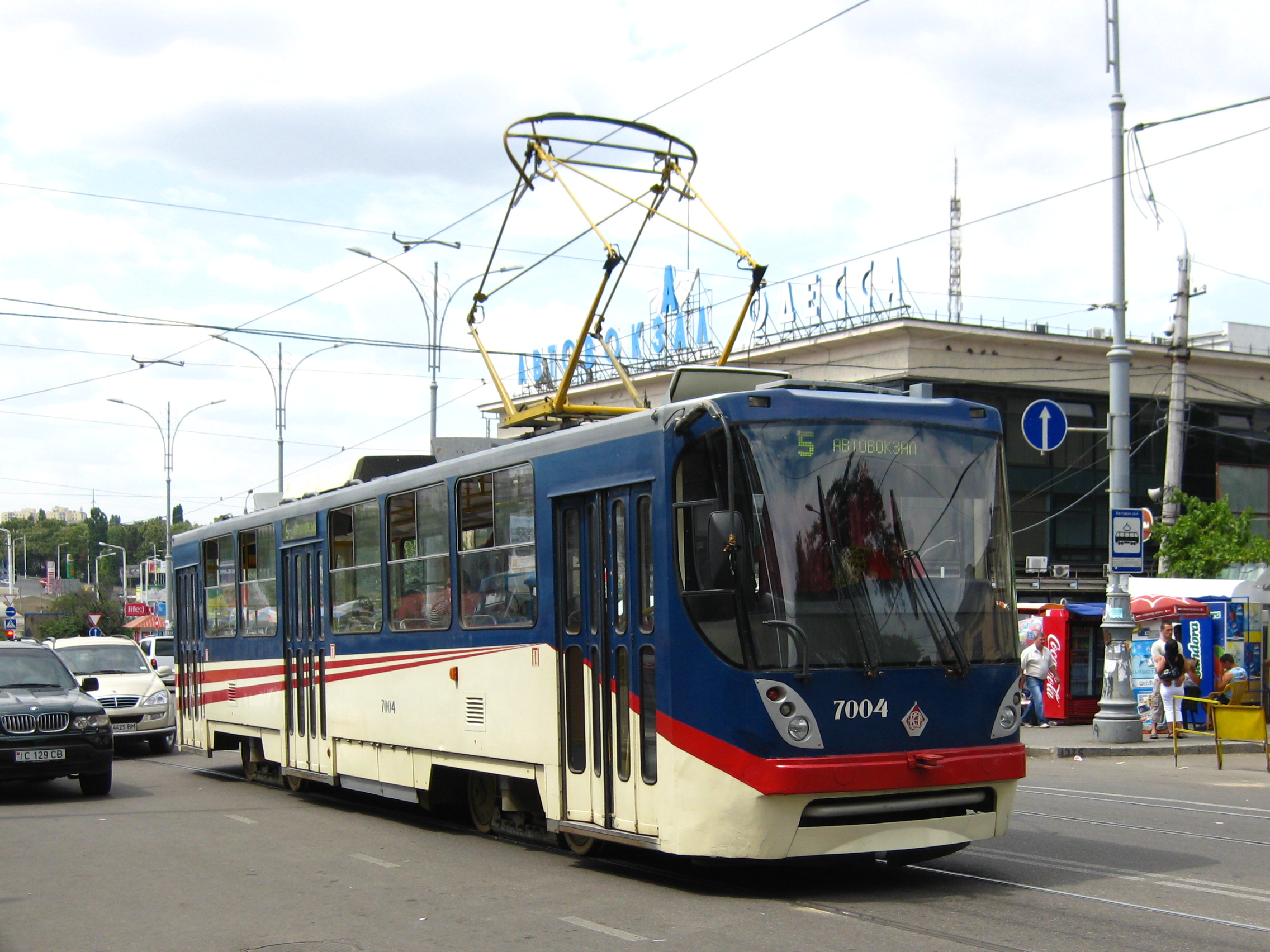
ウクライナの国産路面電車車両・K-1
（オデッサ市電、2009年撮影）

この項目では、ウクライナの路面電車について解説する。ウクライナは旧・ソビエト連邦の構成国家の中で最も早く路面電車（電化路線）が開通した国家であり、2021年の時点でウクライナの統治が及んでいない地域を含め18都市で路面電車の営業運転が行われている。

## 歴史
現在のウクライナの各都市における軌道交通は1880年にリヴィウやオデッサに開通した馬車鉄道から始まった。これは産業の発展や都市の成長を背景にしたものであり、以降は各主要都市に馬車鉄道の開通が相次いだ他、スチームトラムを用いた路線も各地で登場した。一方、1892年には東ヨーロッパおよび旧・ソビエト連邦（ソ連）における最初の路面電車がキエフ（キエフ市電）に開通し、以降は各都市に新規の路面電車路線の開通が相次いだ他、既存の馬車鉄道やスチームトラム路線の電化も積極的に行われた。開通当初、これらの路線はベルギーを始めとした海外企業や地元の起業家による建設や営業が行われたほか、車両についても海外からの輸入品で賄われた。また、軌間はキエフなど一部を除き1,000 mm（メーターゲージ）であった。

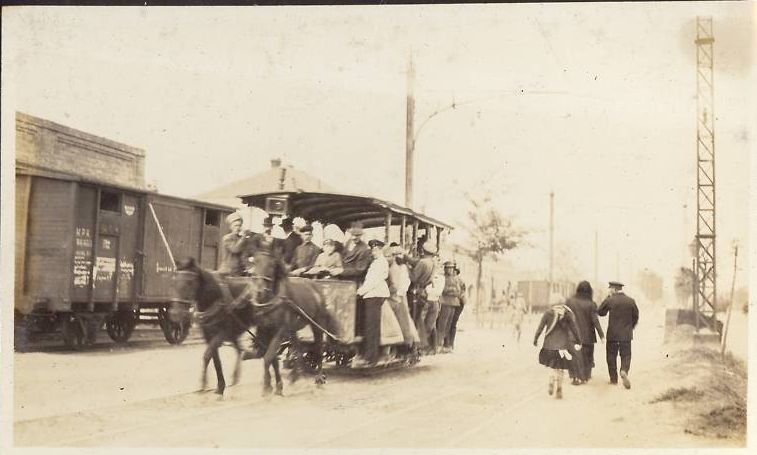
オデッサの馬車鉄道（1917年撮影）
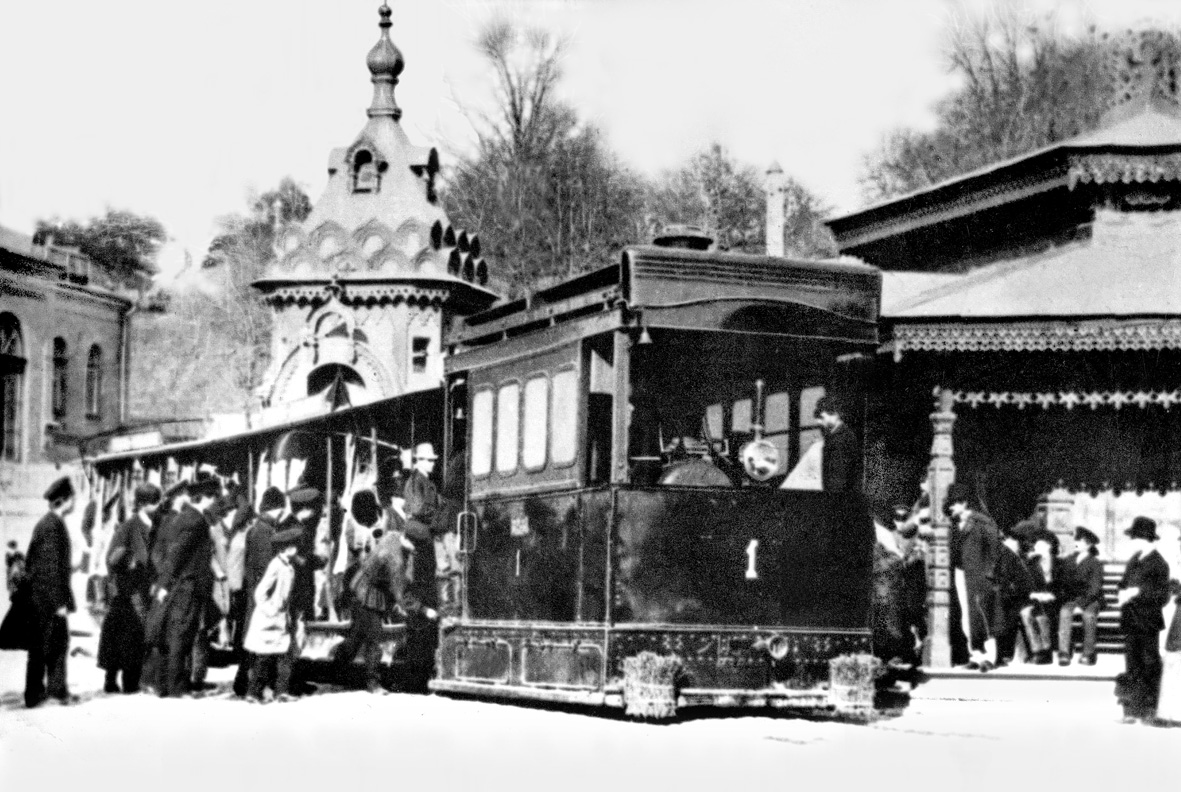
キエフ市内を走行したスチームトラム
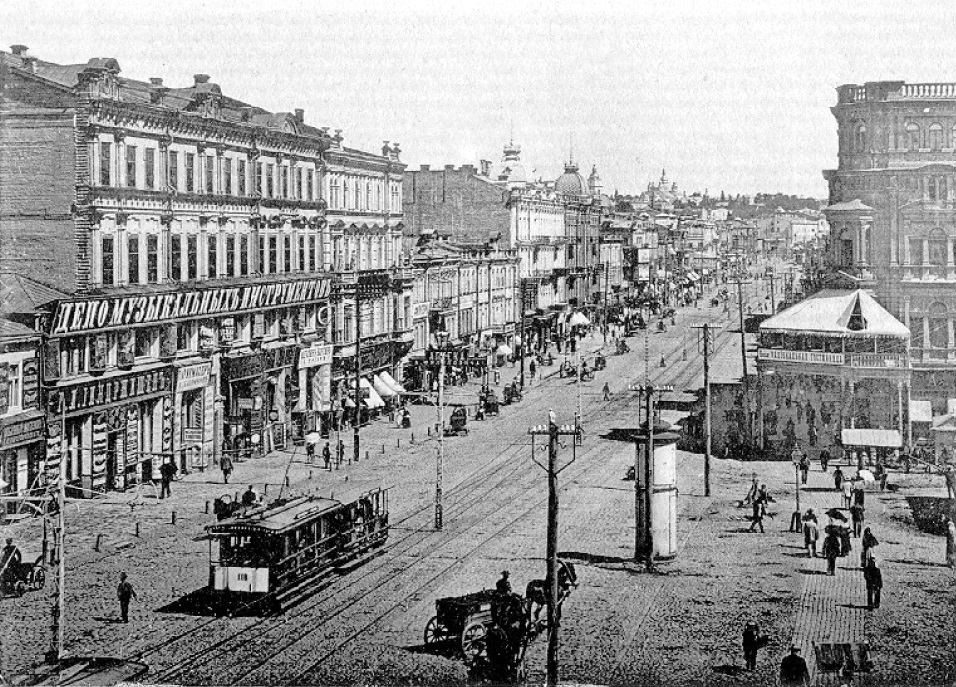
20世紀初頭の路面電車（キエフ、1910年代撮影）

その後、第一次世界大戦やロシア革命、ソビエト連邦の成立までの過程の混乱の中で各都市の路面電車は破壊され、クレメンチュークでは路面電車（クレメンチューク市電）そのものが廃止に追い込まれた。一方、それ以外の都市は混乱が収まった1920年代以降復旧が進められ、その後の都市計画に合わせて路線網の拡大が行われた。また、同時期には大規模な工業化に合わせて都市と工場を結ぶ公共交通機関が求められ、多数の都市で新たな路面電車が開通した。これらの路線の軌間はソ連における標準軌であった1,524 mmであり、従来の都市についても海外の車両の輸入や1,000 mm軌間に対応した国産車両の生産停止に伴い、多くの都市で改軌が実施された。
第二次世界大戦（大祖国戦争）中は多くの都市が戦闘に巻き込まれ、その後再建されることなく廃止となった路線も存在したが、それ以外の都市では終戦後1940年代までに路面電車網の復旧が行われた。戦後も各都市で市内の交通機関や鉱山・工場への輸送機関として路面電車の開通が行われ、キエフやクルィヴィーイ・リーフでは高規格の路面電車路線であるメトロトラムの導入も行われた。だが、一方でトロリーバスや路線バスへの置き換えも相次ぎ、一部都市では路面電車自体が廃止されている。車両については、戦後キエフやハリコフで国産車両の製造が実施されたものの、1960年代以降はウスチ＝カタフ（ソ連、現：ロシア連邦）のウスチ＝カタフスキー車両製造工場製やチェコスロバキア（現：チェコ）のČKDタトラ製車両の導入へと切り替えられた。

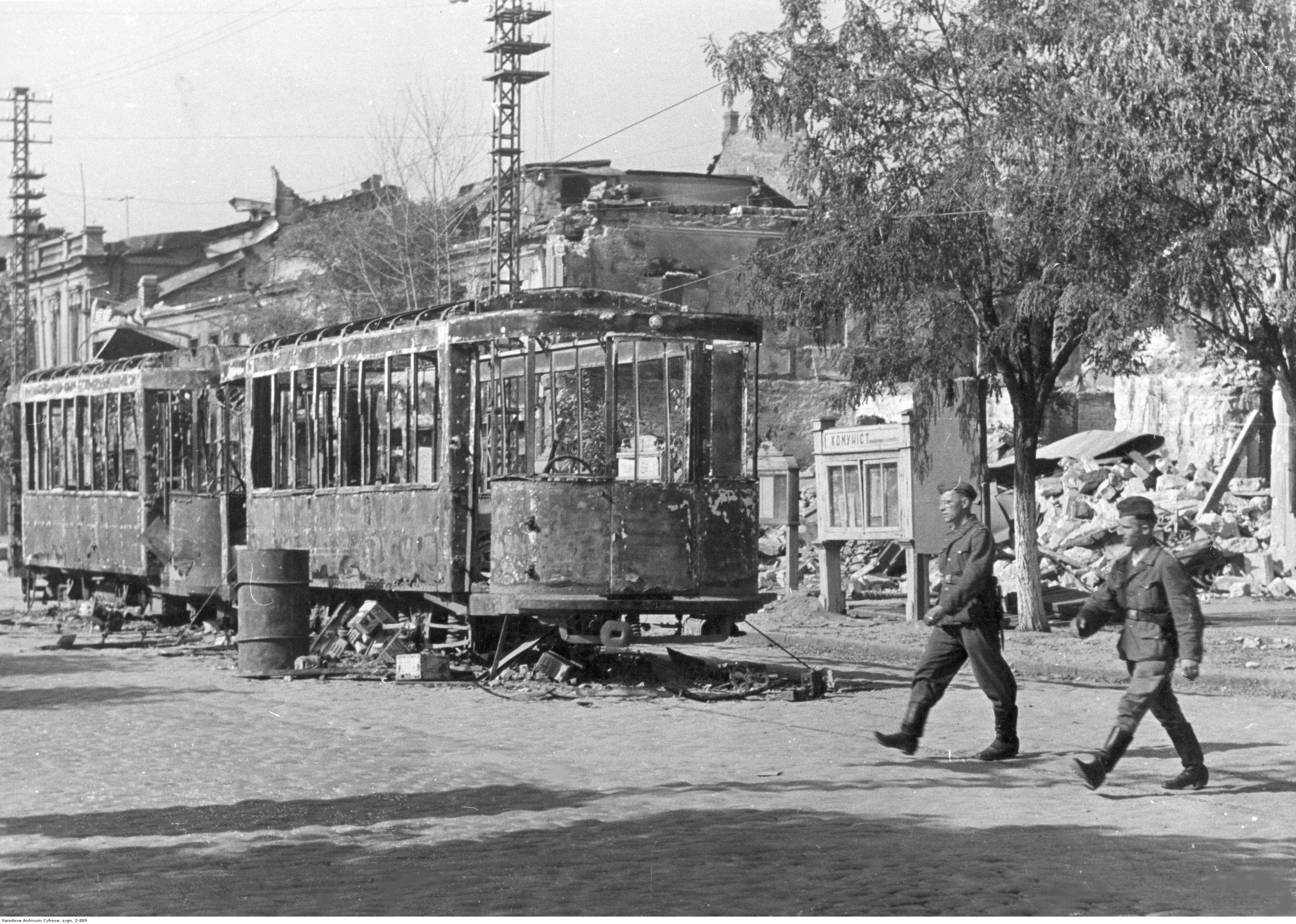
大祖国戦争下の戦闘で破壊された路面電車（ムィコラーイウ、1941年撮影）
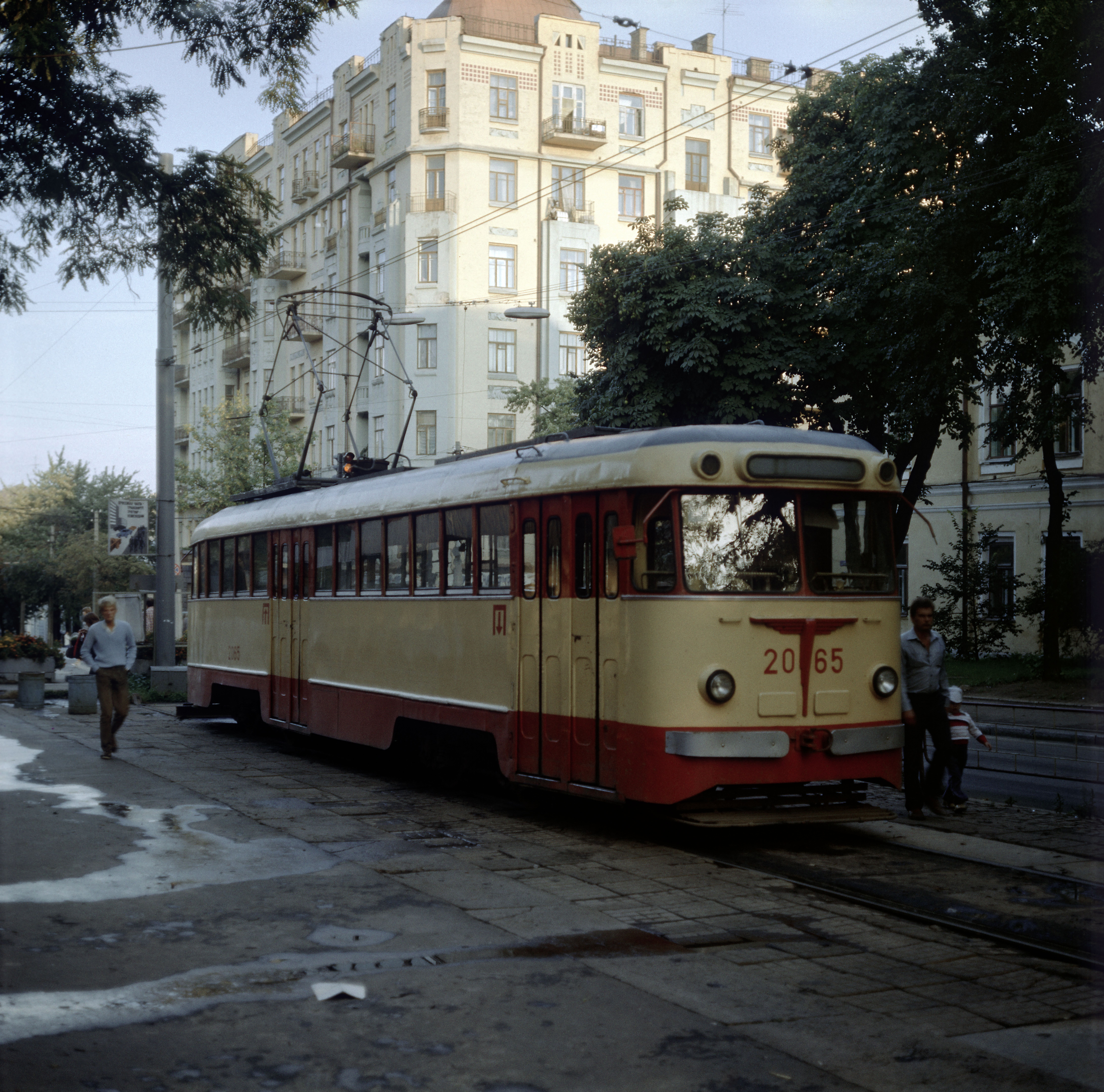
キエフで製造された路面電車車両（キエフ、1986年撮影）

ソビエト連邦の崩壊後、多くの都市では経済の混乱やモータリーゼーションの影響、更に運営事業者の財政難により路面電車網の廃止や縮小が相次いでおり、首都・キーウの路面電車も2004年以降ドニエプル川を挟んで路線網が分断された状態が続いている。更に2014年のウクライナ騒乱をきっかけとした紛争の影響により一部の都市の路面電車はウクライナの統治下から外れた他、路線そのものが廃止に追い込まれた事例も複数存在する。
その一方でキーウ（キーウ市電）、ドニプロ（ドニプロ市電）、リヴィウ（リヴィウ市電）など、新たな路線の建設が実施されている都市も幾つか存在しており、特にリヴィウではソビエト連邦崩壊直前の1991年（76 km）と比べて2018年時点の営業キロが増大している（82 km）。また、車両についてもタトラ＝ユークやエレクトロントランスといったウクライナ国内の企業によって超低床電車を始めとした生産が行われており、既存の車両についても機器や車体の更新といった近代化が積極的に進められている。

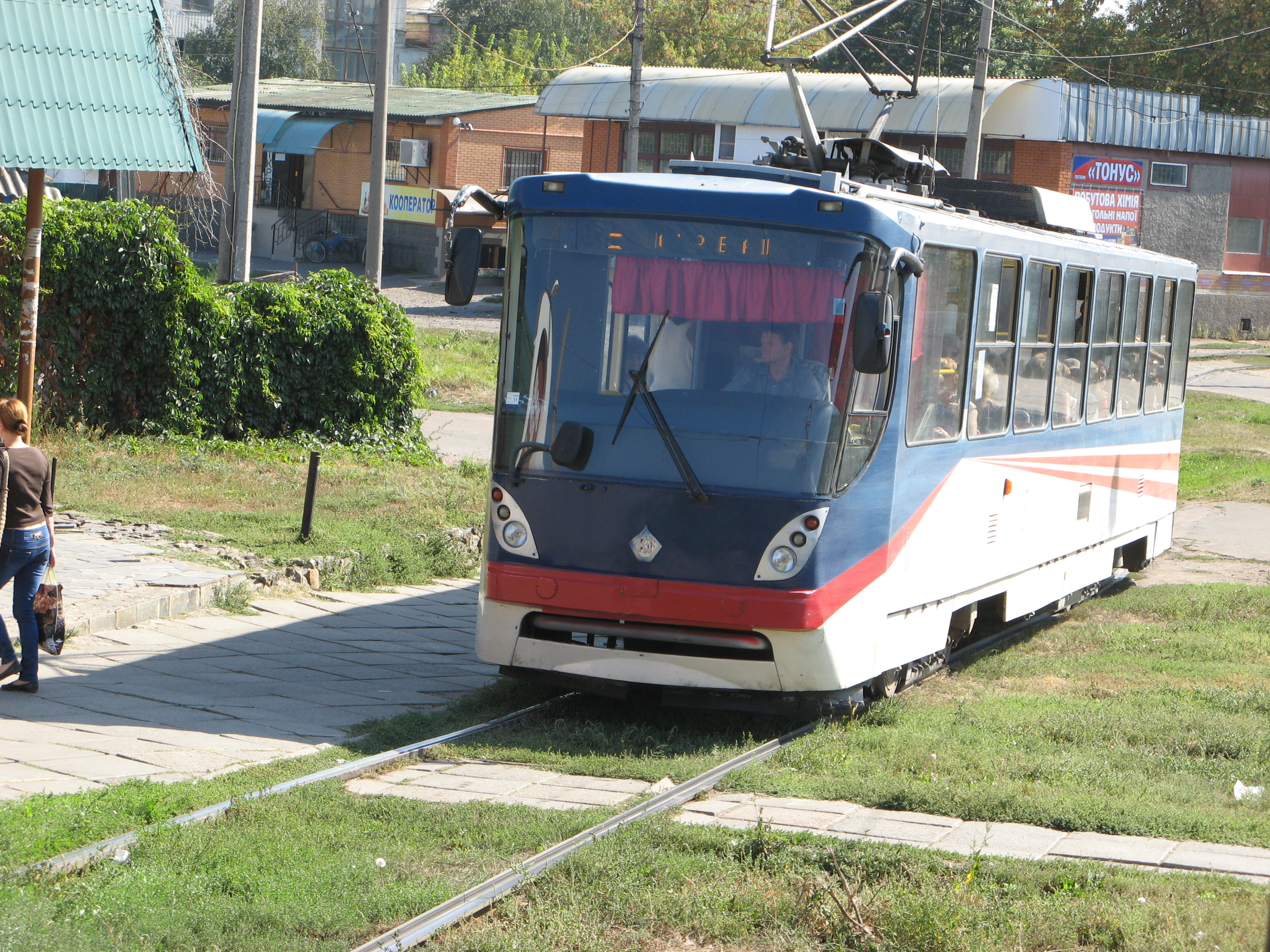
タトラ＝ユーク製の電車（コノトプ、2014年撮影）
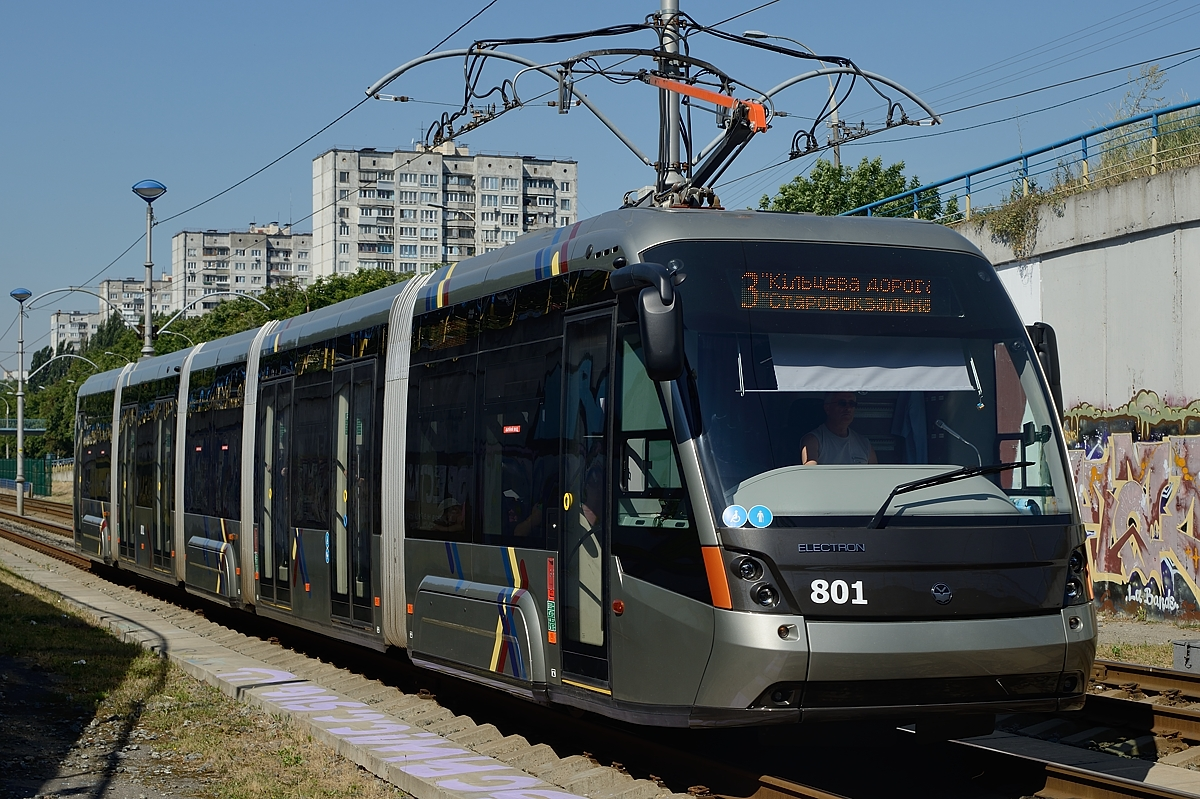
エレクトロントランス製の超低床電車（キーウ、2016年撮影）

## 路面電車一覧

### 現役路線
以下の図表のうち、都市名および軌間は2021年時点のものである。また開通年は電化路線が営業運転を開始した年を記す。

#### 一覧
| ウクライナ 現有路面電車一覧 | ウクライナ 現有路面電車一覧          | ウクライナ 現有路面電車一覧 | ウクライナ 現有路面電車一覧 | ウクライナ 現有路面電車一覧                |
| 都市                        | 路面電車                             | 軌間                        | 開通年                      | 備考                                       |
| --------------------------- | ------------------------------------ | --------------------------- | --------------------------- | ------------------------------------------ |
| キーウ                      | キーウ市電                           | 1,524mm                     | 1892年                      |                                            |
| キーウ                      | キーウ・ライトレール                 | 1,524mm                     | 1978年                      | メトロトラム                               |
| リヴィウ                    | リヴィウ市電                         | 1,000mm                     | 1894年                      |                                            |
| ドニプロ                    | ドニプロ市電                         | 1,524mm                     | 1897年                      |                                            |
| ジトーミル                  | ジトーミル市電                       | 1,000mm                     | 1899年                      |                                            |
| ハルキウ                    | ハルキウ市電                         | 1,524mm                     | 1906年                      | [ 10 ]                                     |
| オデッサ                    | オデッサ市電                         | 1,524mm                     | 1910年                      |                                            |
| ヴィーンヌィツャ            | ヴィーンヌィツャ市電                 | 1,000mm                     | 1913年                      |                                            |
| イェウパトーリヤ            | イェウパトーリヤ市電                 | 1,000mm                     | 1914年                      | 2021年現在はクリミア共和国の実効支配下     |
| ムィコラーイウ              | ムィコラーイウ市電                   | 1,524mm                     | 1915年                      | [ 12 ]                                     |
| ドネツィク                  | ドネツィク市電                       | 1,524mm                     | 1928年                      | 2021年現在はドネツク人民共和国の実効支配下 |
| ホルリフカ                  | ホルリフカ市電                       | 1,524mm                     | 1932年                      | 2021年現在はドネツク人民共和国の実効支配下 |
| イェナーキイェヴェ          | イェナーキイェヴェ市電               | 1,524mm                     | 1932年                      | 2021年現在はドネツク人民共和国の実効支配下 |
| ザポリージャ                | ザポリージャ市電                     | 1,524mm                     | 1932年                      |                                            |
| マリウポリ                  | マリウポリ市電                       | 1,524mm                     | 1933年                      |                                            |
| カーミヤンシケ              | カーミヤンシケ市電                   | 1,524mm                     | 1935年                      |                                            |
| クルィヴィーイ・リーフ      | クルィヴィーイ・リーフ市電           | 1,524mm                     | 1935年                      |                                            |
| クルィヴィーイ・リーフ      | クルィヴィーイ・リーフ・メトロトラム | 1,524mm                     | 1986年                      | メトロトラム                               |
| ドルジュキーウカ            | ドルジュキーウカ市電                 | 1,524mm                     | 1945年                      | [ 16 ]                                     |
| コノトプ                    | コノトプ市電                         | 1,524mm                     | 1949年                      | [ 17 ]                                     |

#### ギャラリー

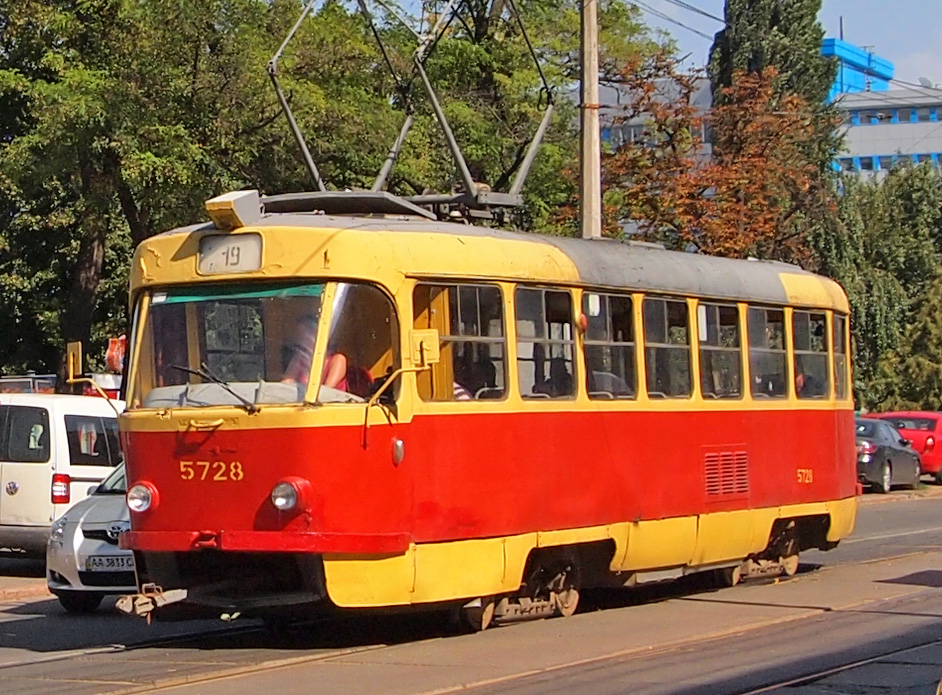
キーウ市電（2013年撮影）
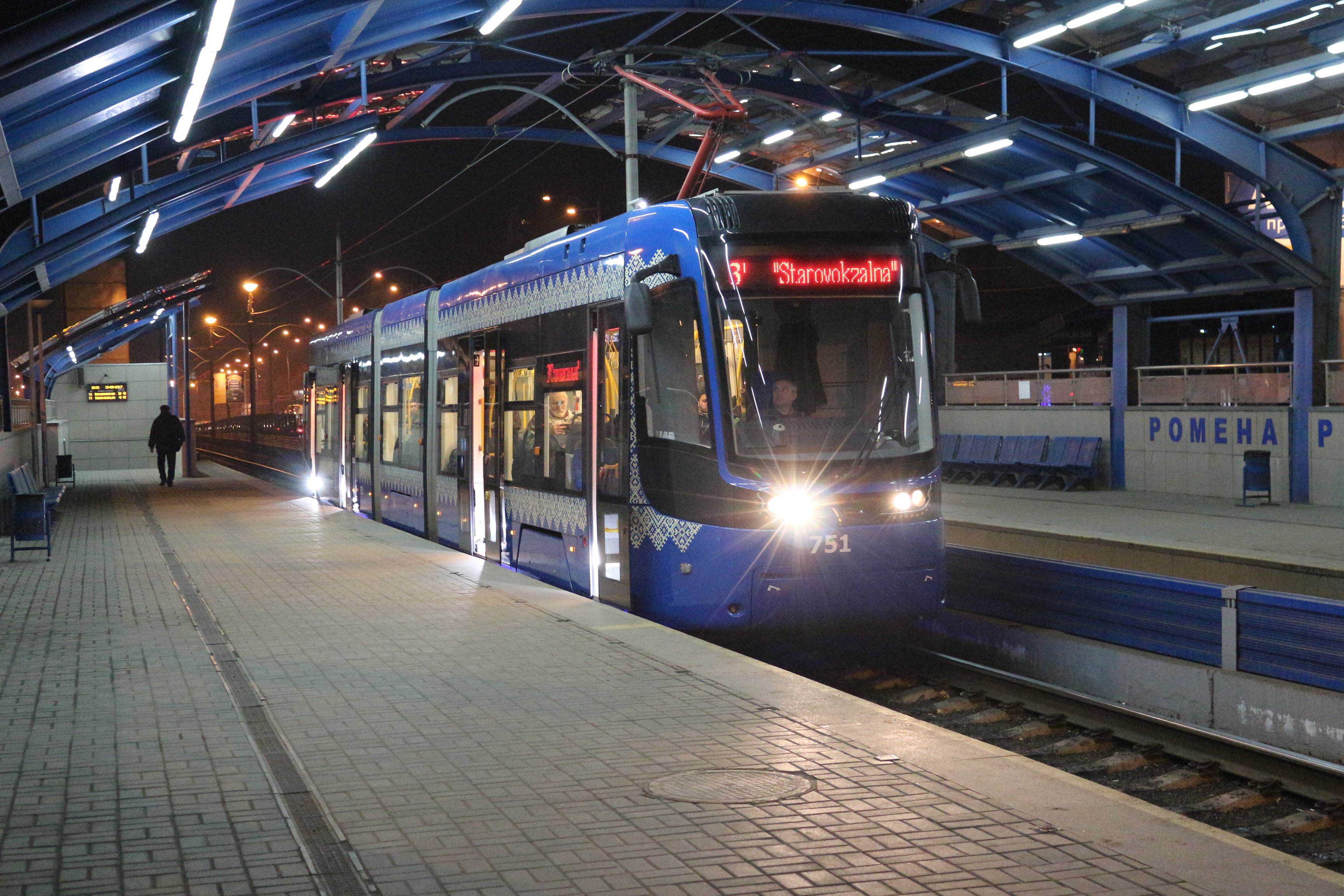
キーウ・ライトレール（2017年撮影）
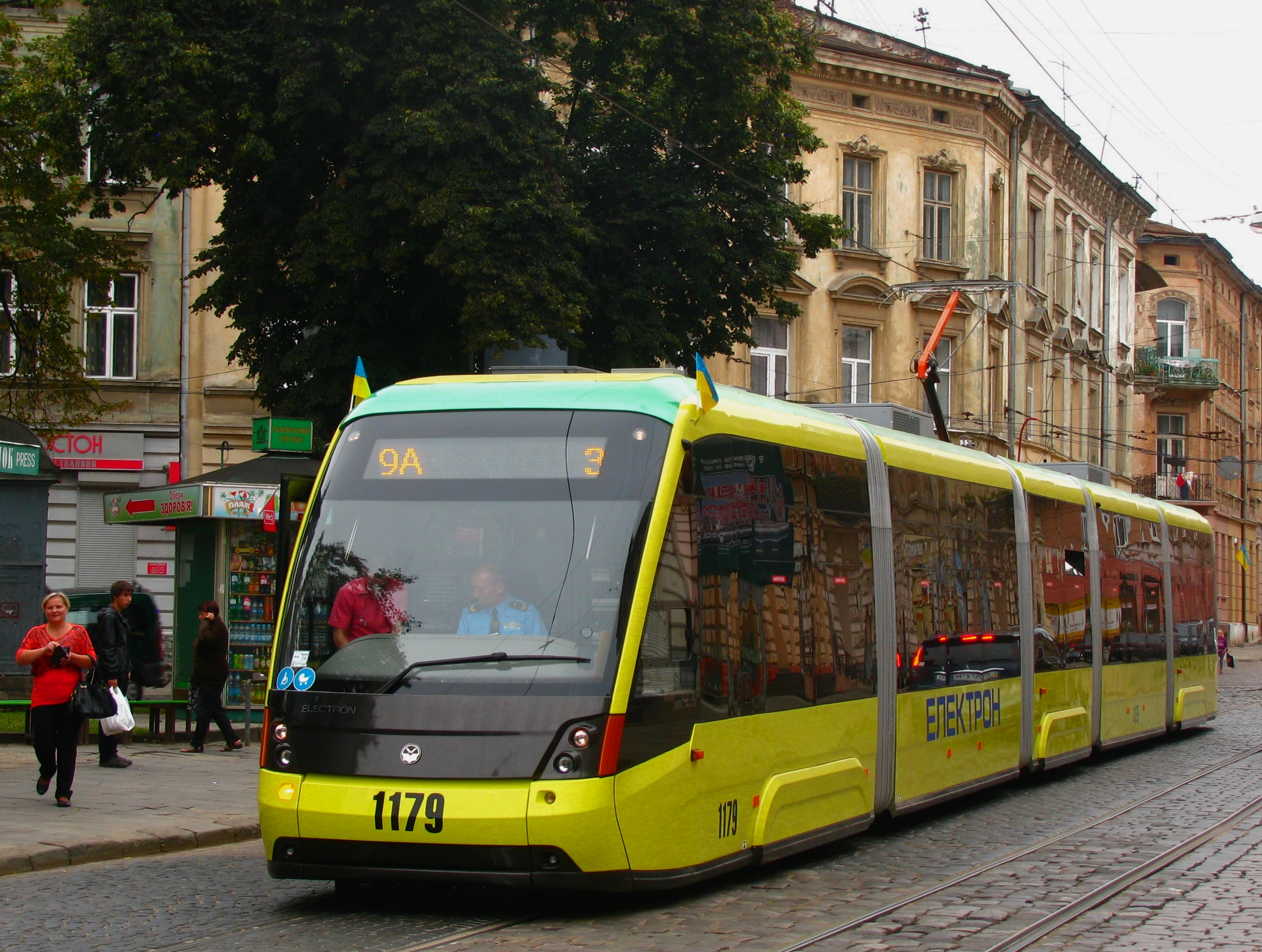
リヴィウ市電（2013年撮影）
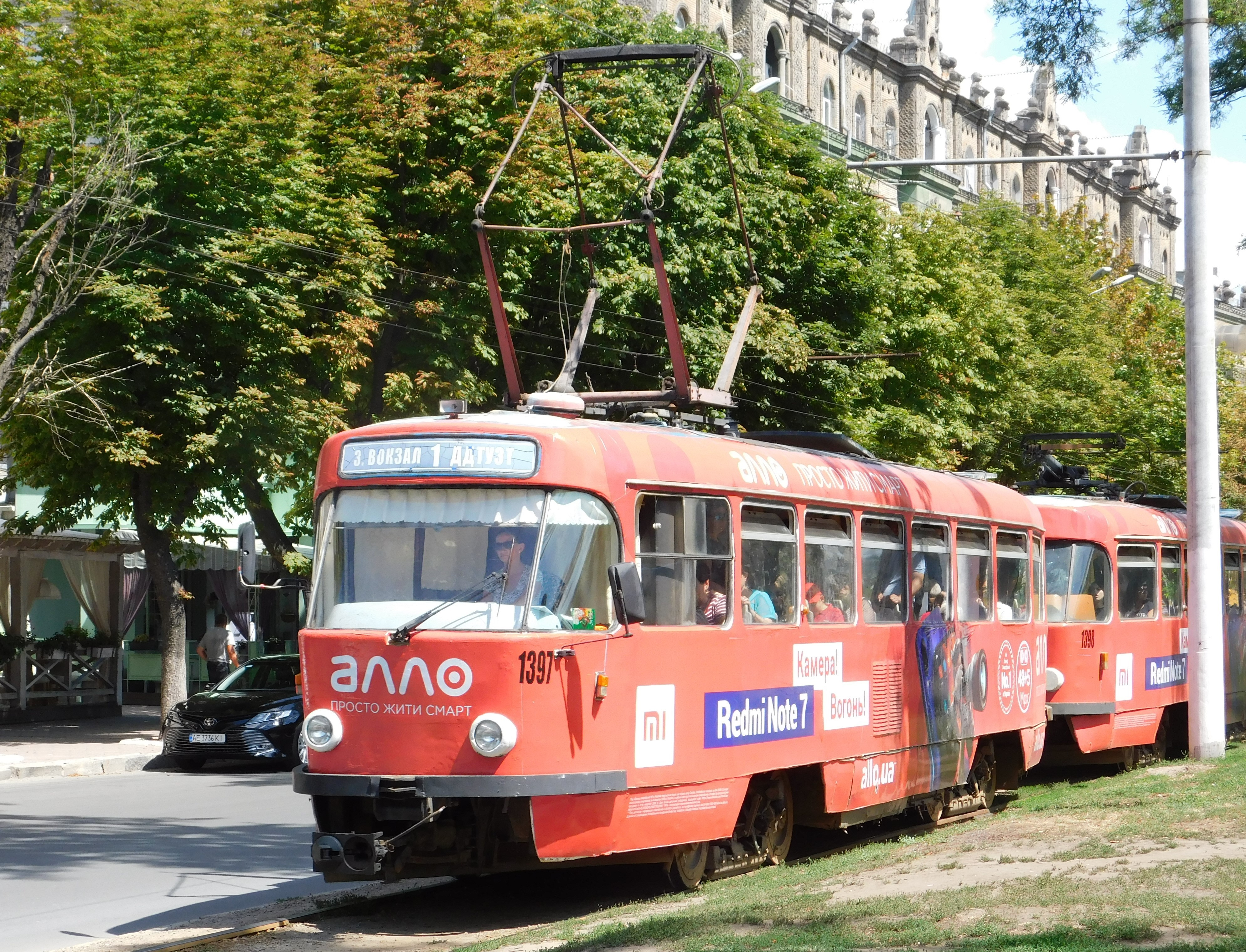
ドニプロ市電（2019年撮影）
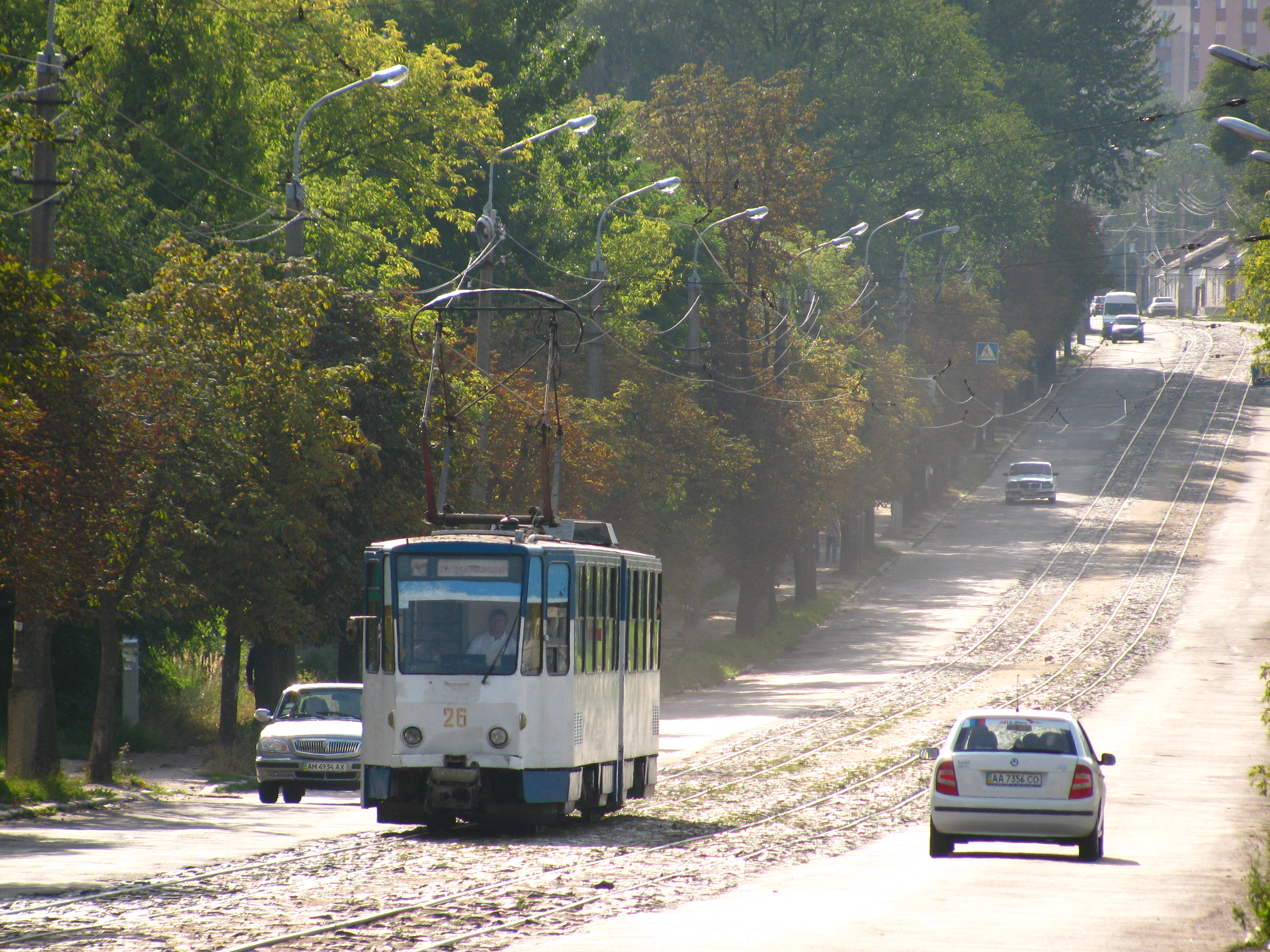
ジトーミル市電
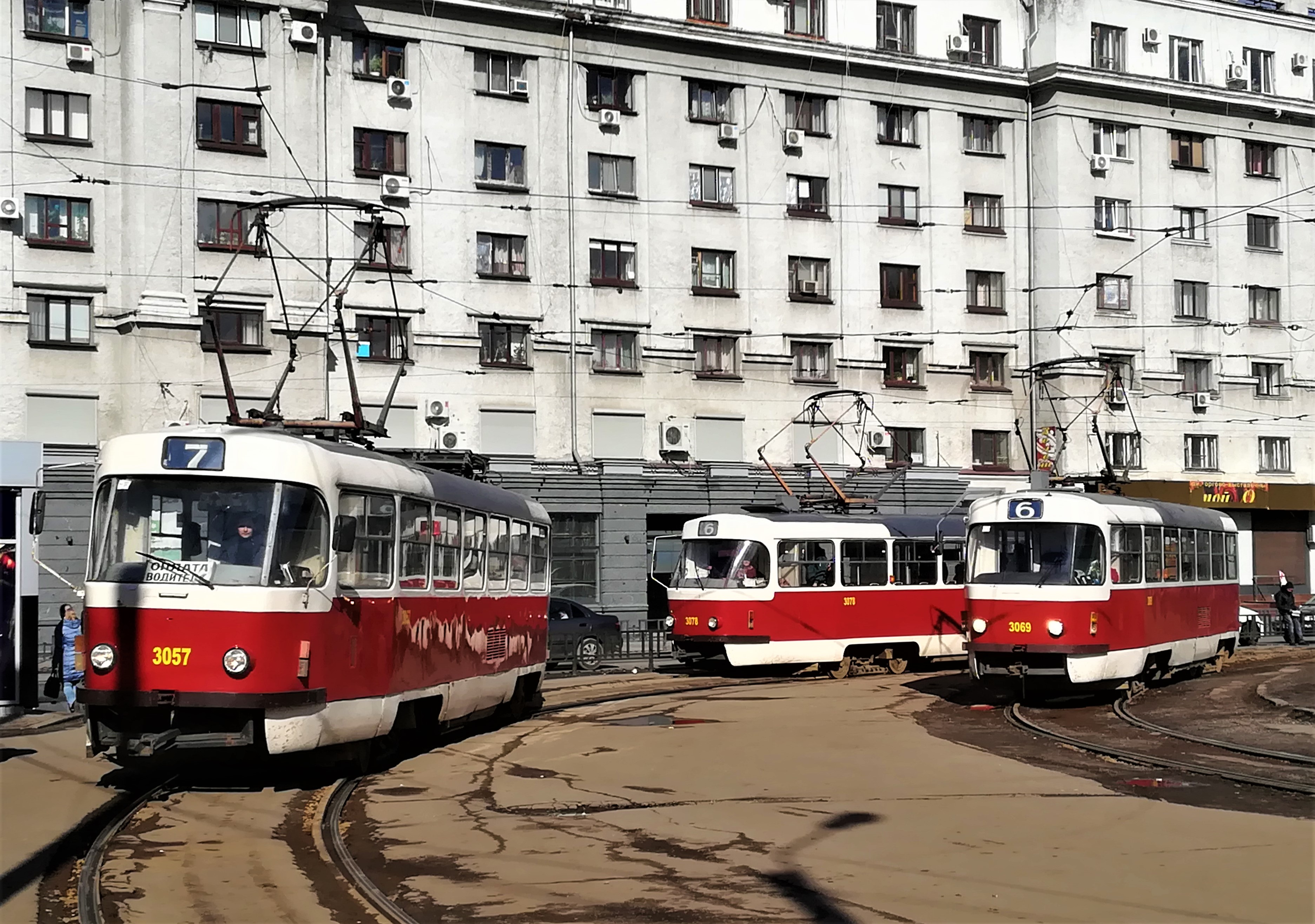
ハルキウ市電（2020年撮影）
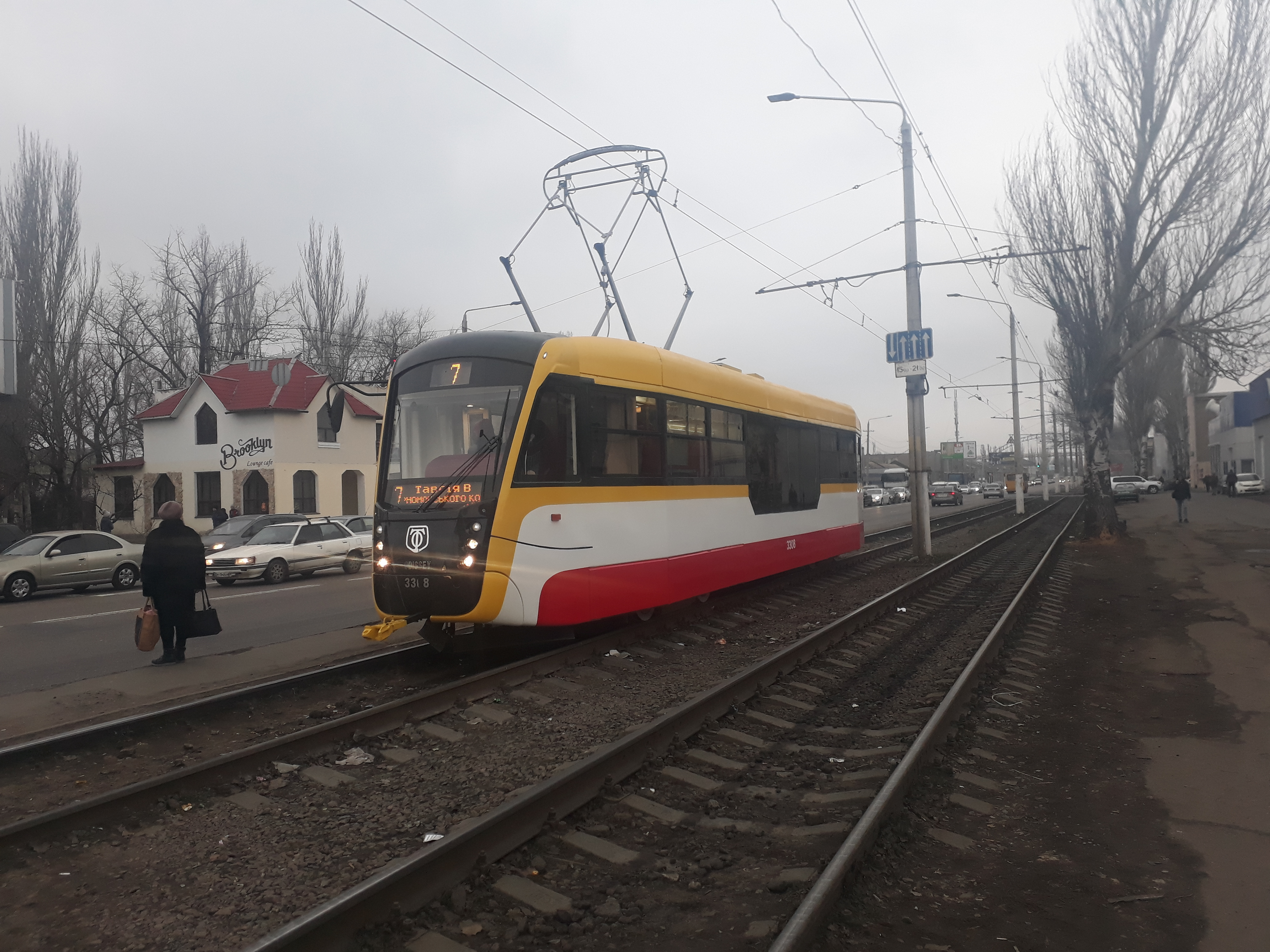
オデッサ市電（2020年撮影）
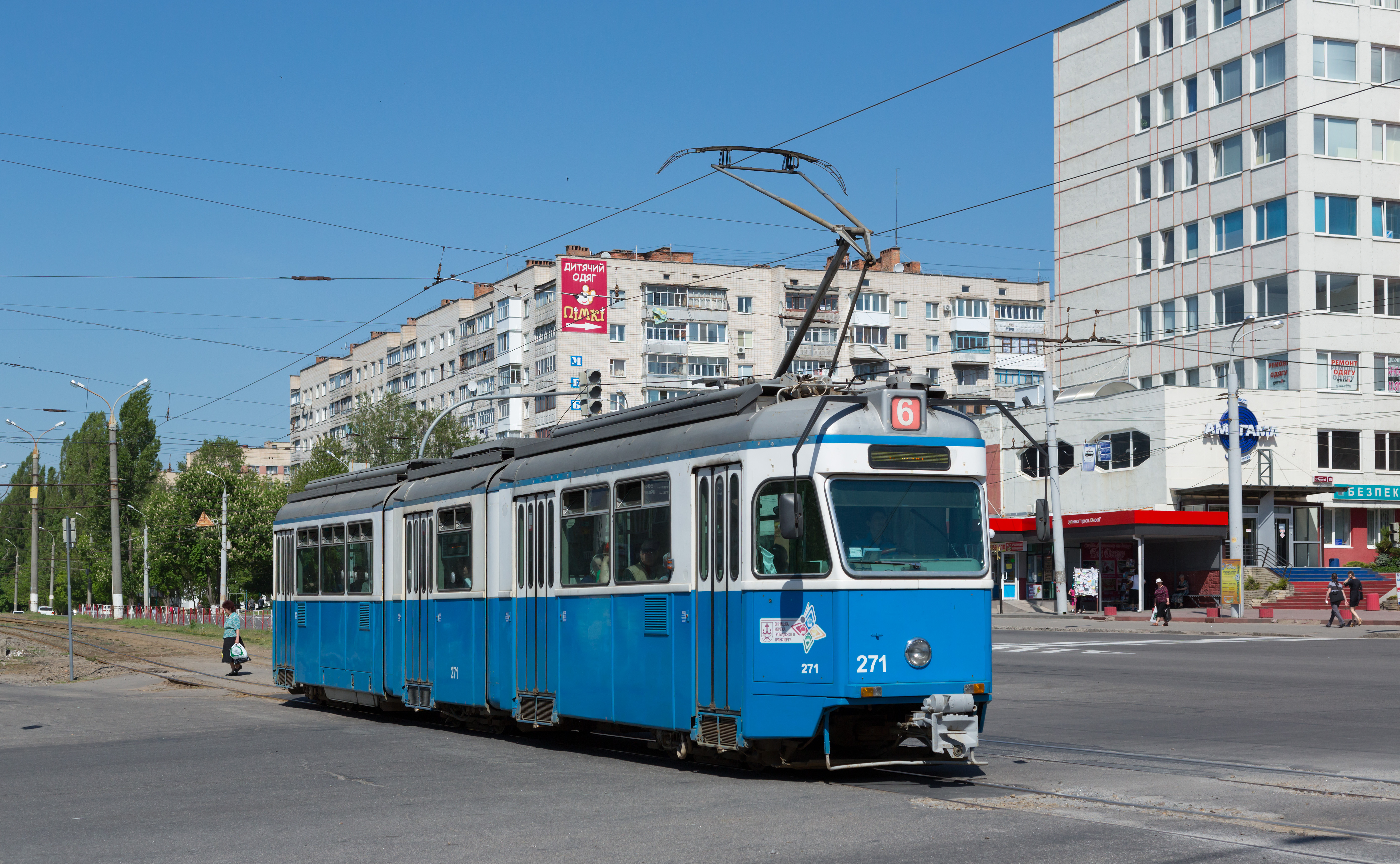
ヴィーンヌィツャ市電（2013年撮影）
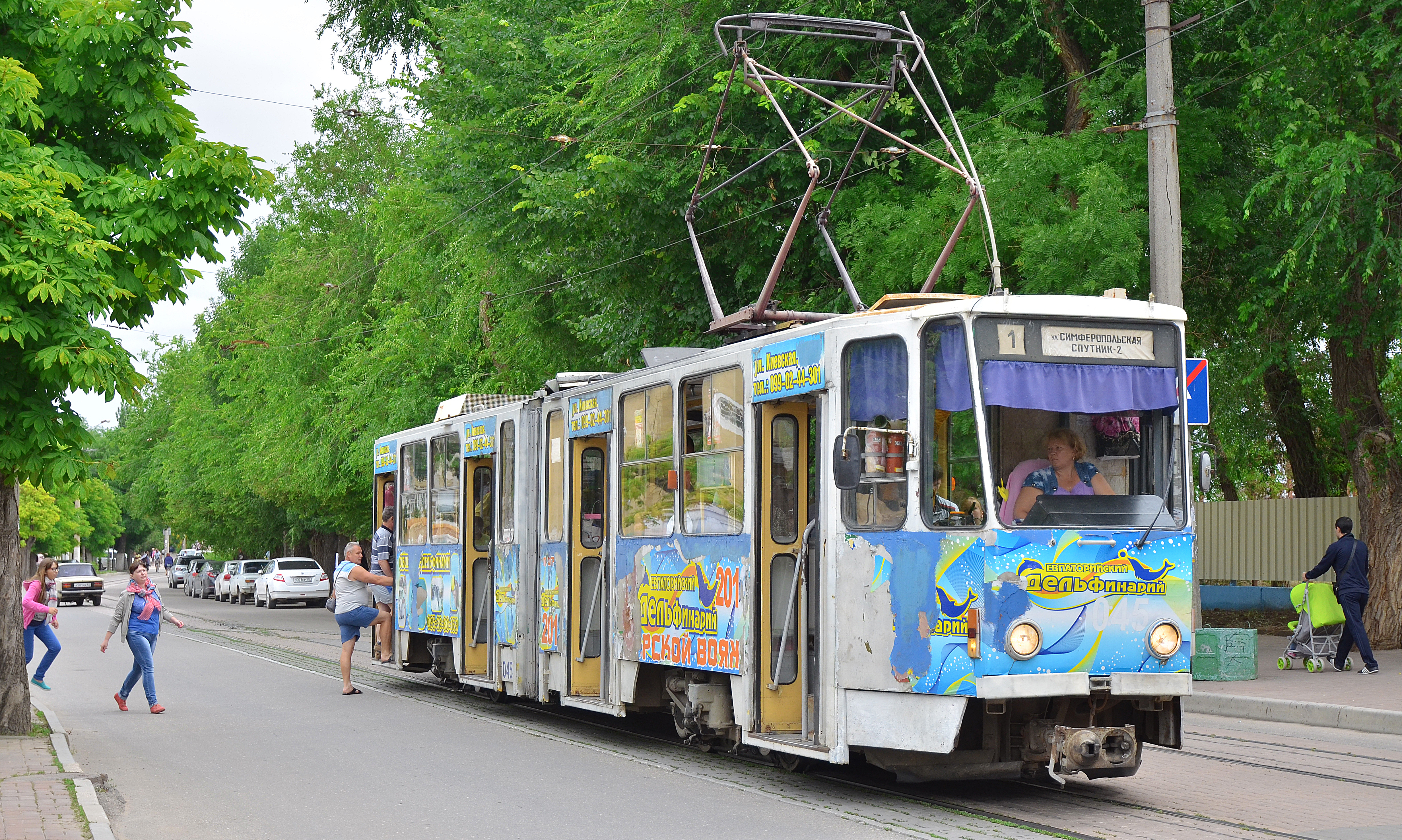
イェウパトーリヤ市電（2015年撮影）
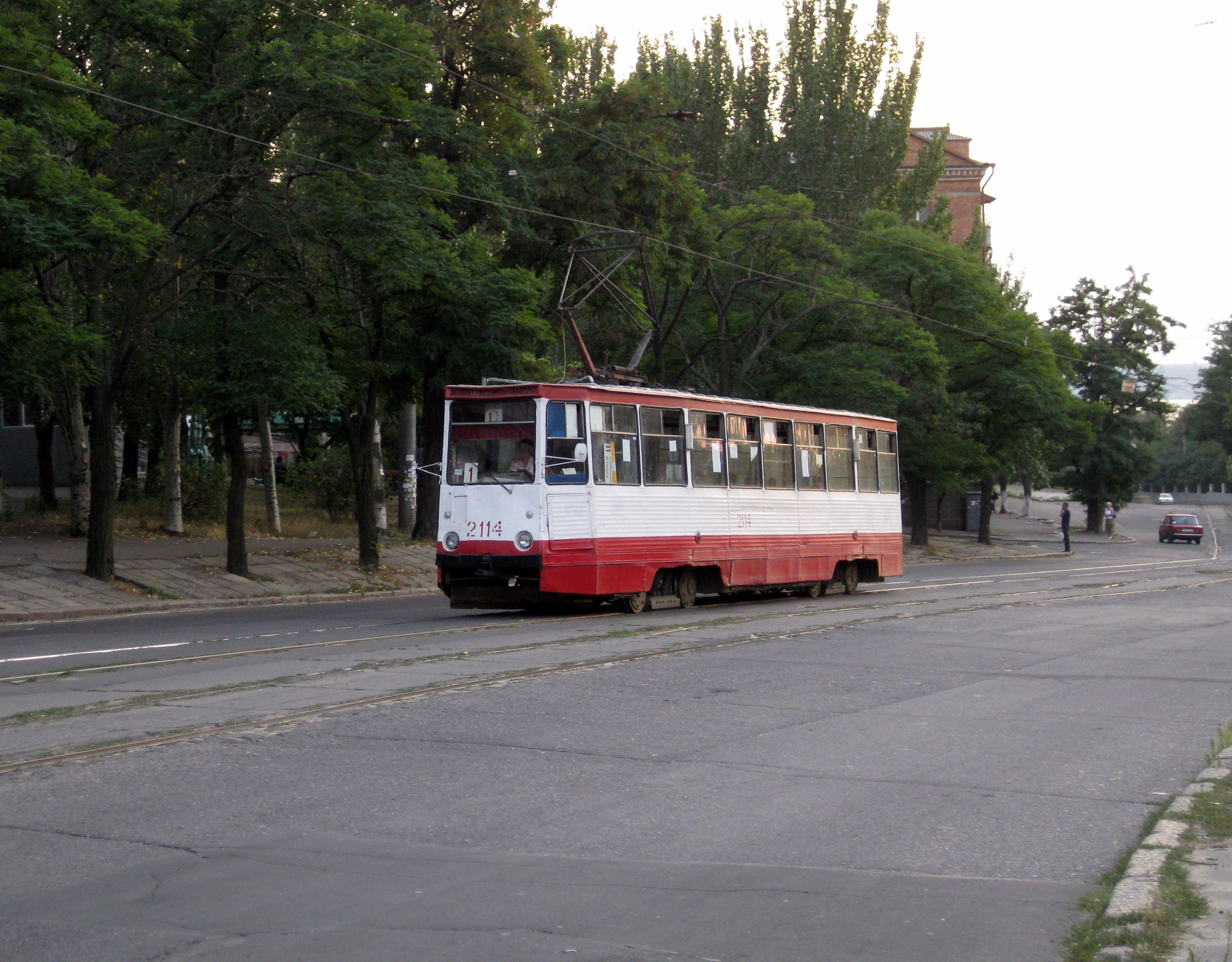
ムィコラーイウ市電（2009年撮影）
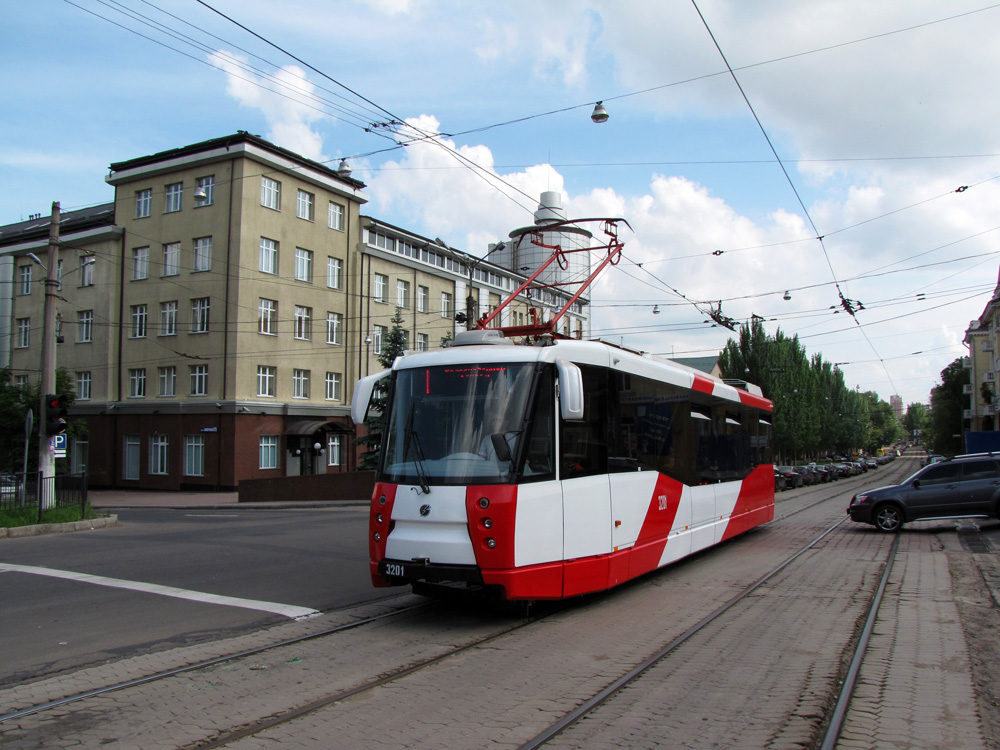
ドネツィク市電（2010年撮影）
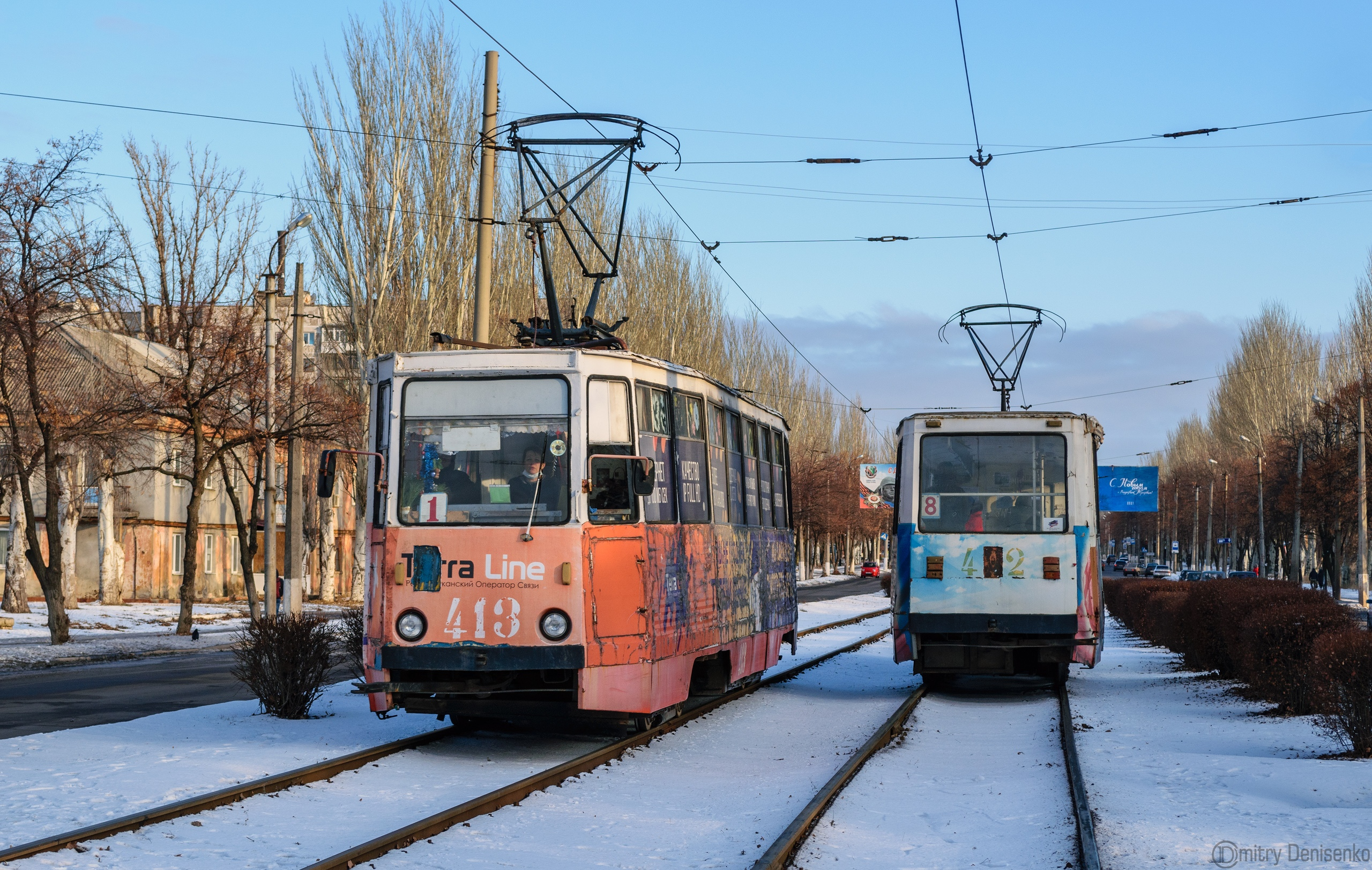
ホルリフカ市電（2020年撮影）
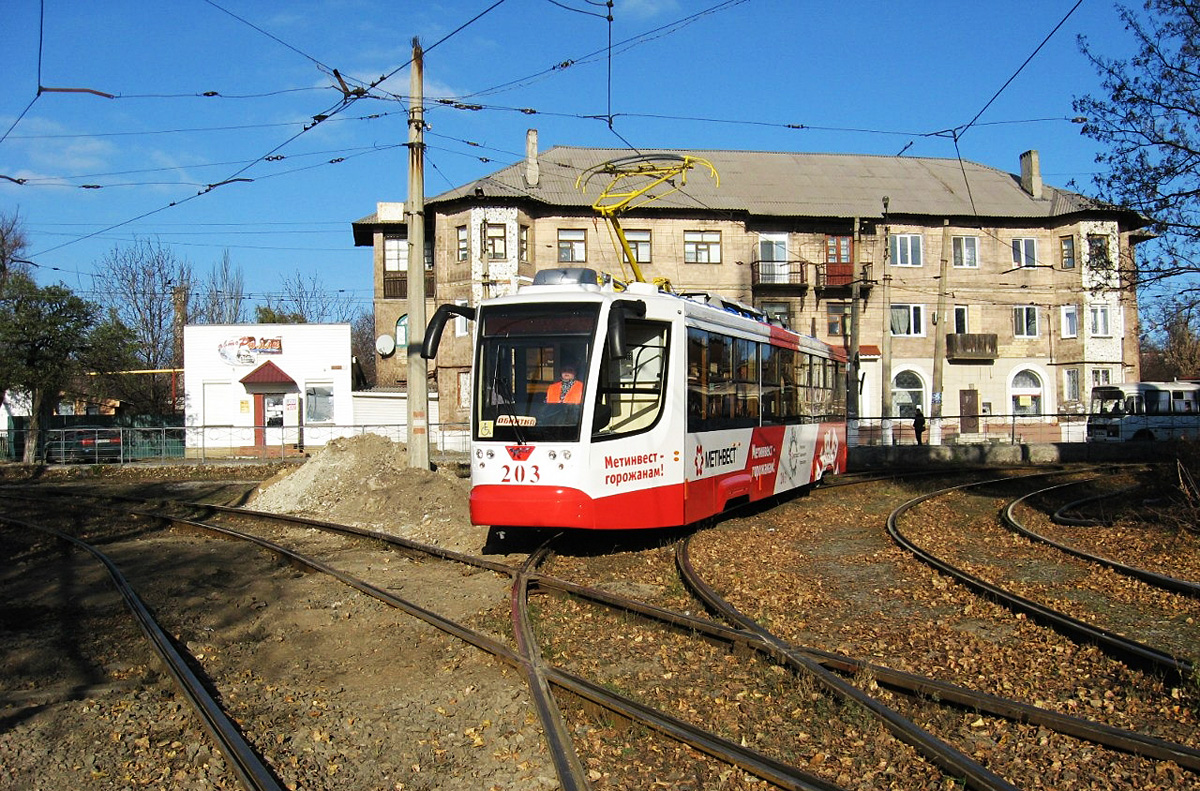
イェナーキイェヴェ市電（2012年撮影）
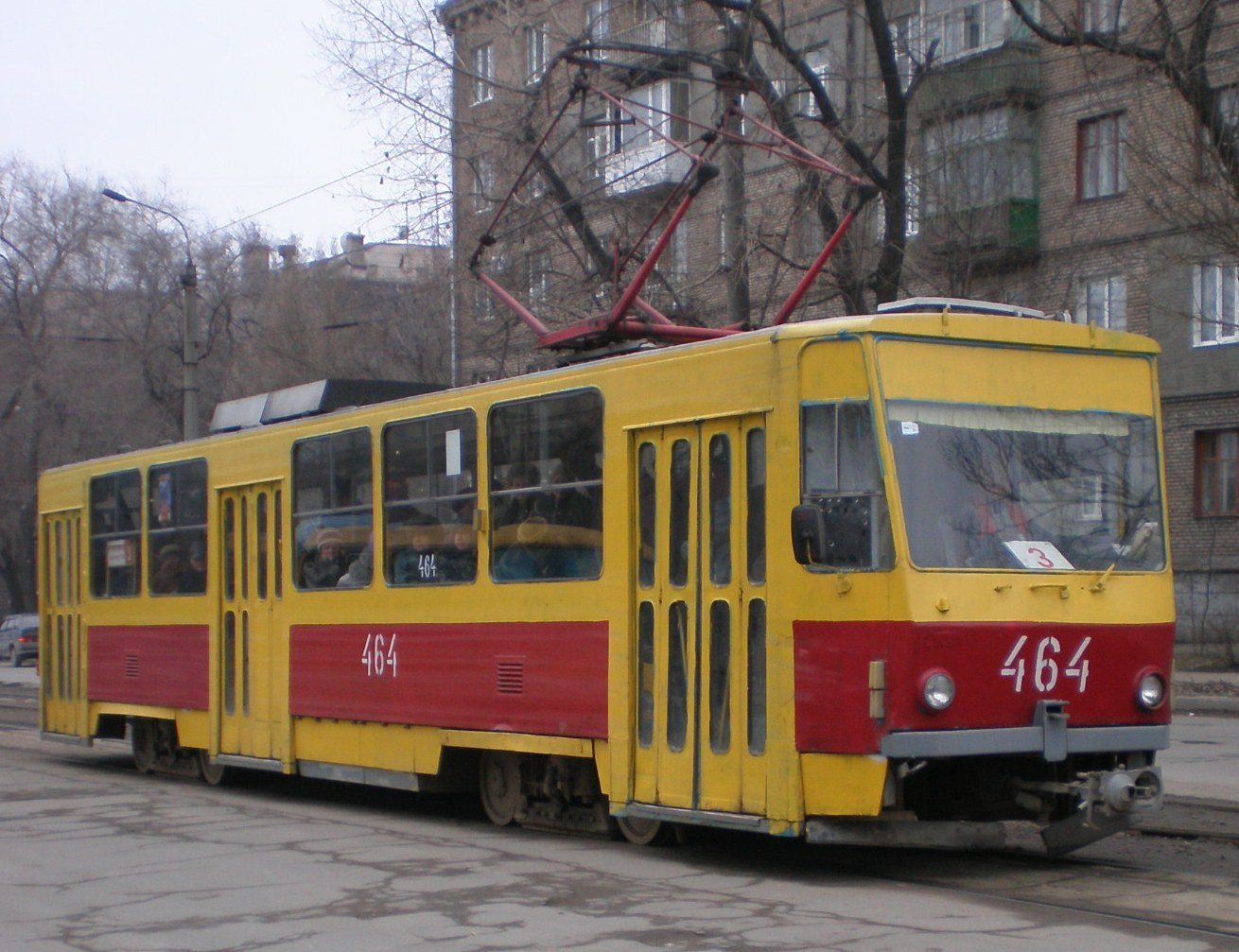
ザポリージャ市電（2009年撮影）
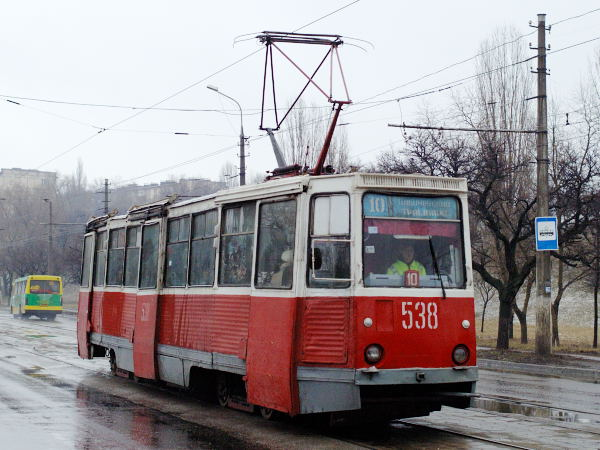
マリウポリ市電（2007年撮影）
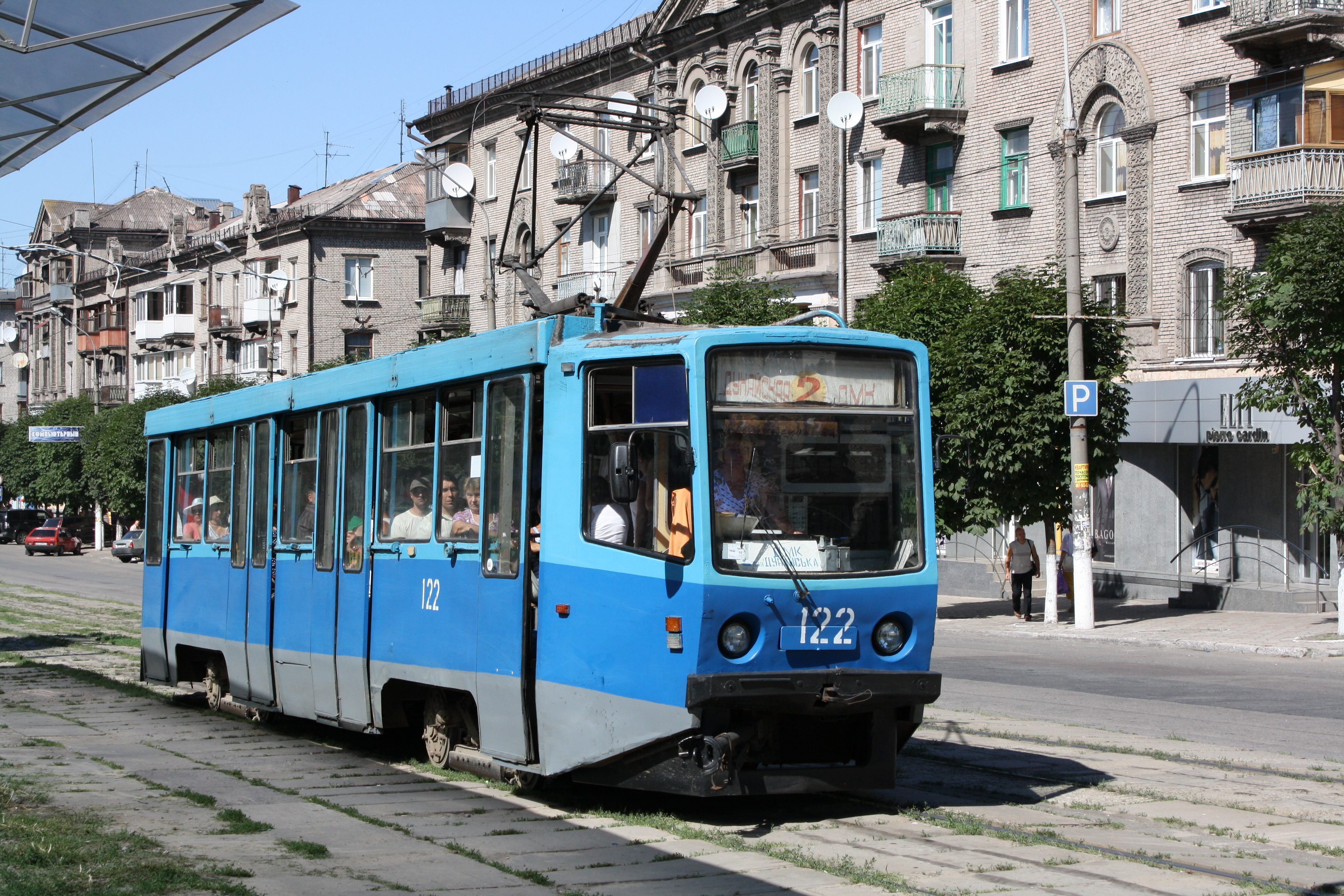
カーミヤンシケ市電（2010年撮影）
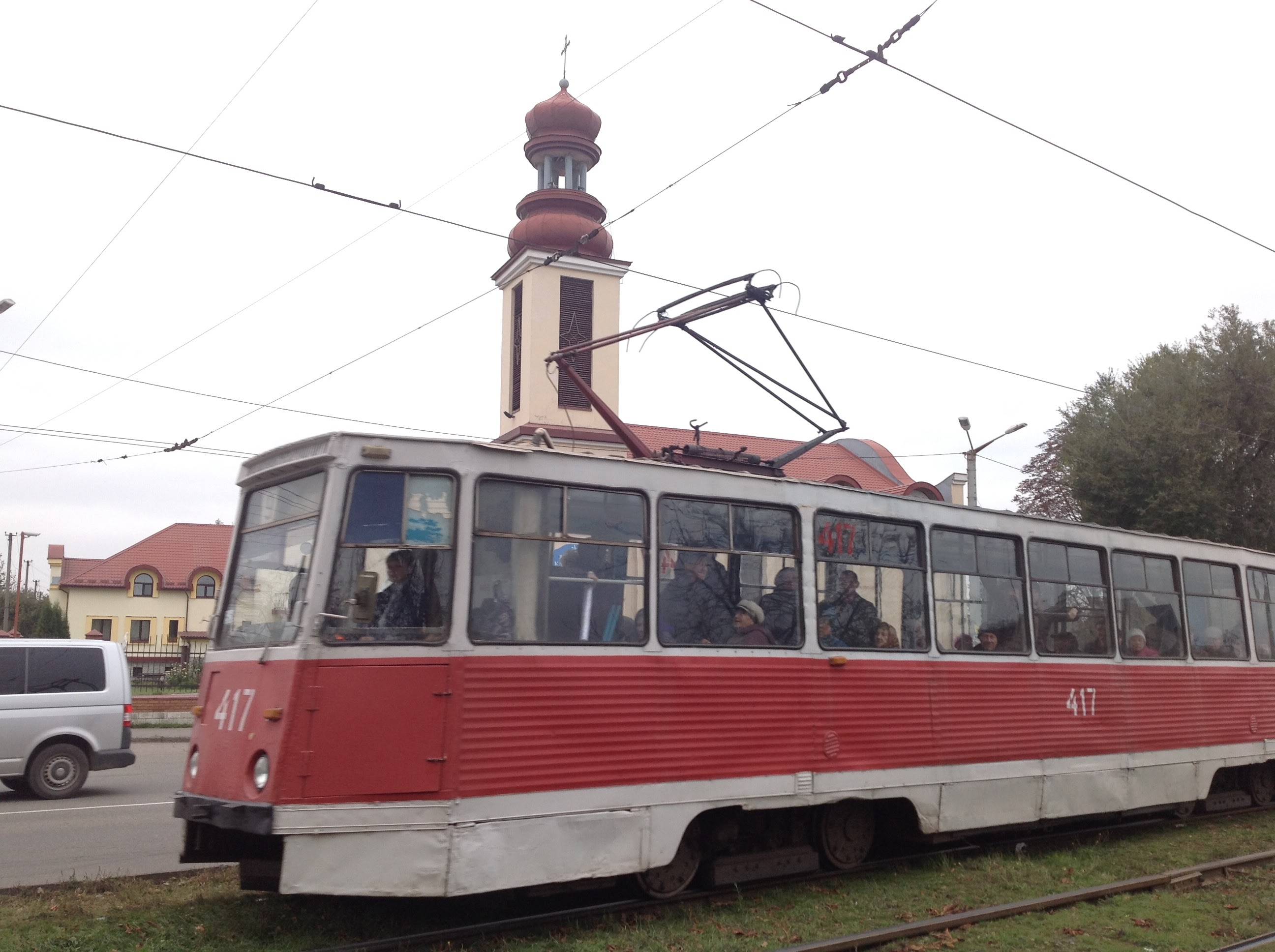
クルィヴィーイ・リーフ市電（2016年撮影）
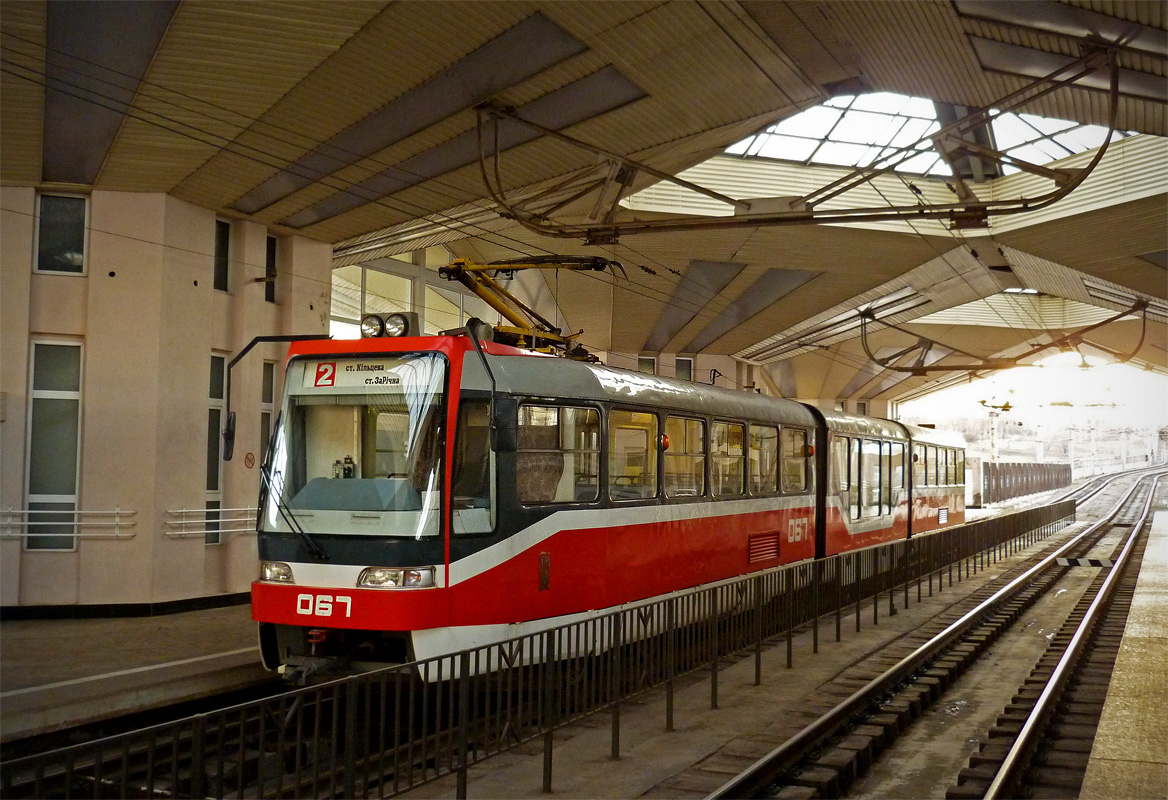
クルィヴィーイ・リーフ・メトロトラム（2012年撮影）
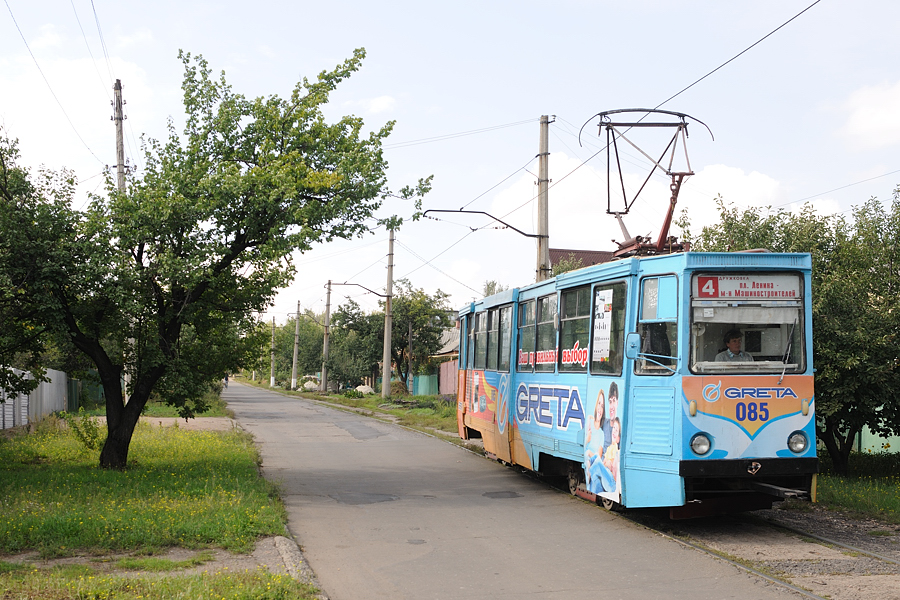
ドルジュキーウカ市電（2013年撮影）
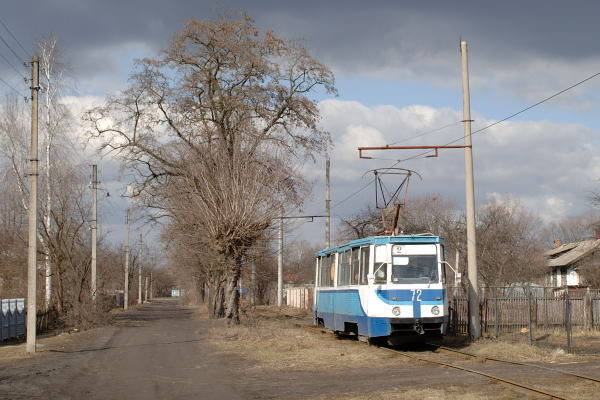
コノトプ市電（2007年撮影）

### 休止・廃止路線

#### ソビエト連邦崩壊後に休止・廃止
| ウクライナ 休止・廃止路面電車一覧 | ウクライナ 休止・廃止路面電車一覧 | ウクライナ 休止・廃止路面電車一覧 | ウクライナ 休止・廃止路面電車一覧 | ウクライナ 休止・廃止路面電車一覧          |
| 都市                              | 路面電車                          | 軌間                              | 廃止・休止年                      | 備考                                       |
| --------------------------------- | --------------------------------- | --------------------------------- | --------------------------------- | ------------------------------------------ |
| アウディーイウカ                  | アウディーイウカ市電              | 1,524mm                           | 2017年休止                        | [ 1 ]                                      |
| クラマトルスク                    | クラマトルスク市電                | 1,524mm                           | 2017年廃止                        | [ 18 ]                                     |
| コンスタンチノフカ                | コンスタンチノフカ市電            | 1,524mm                           | 2016年廃止                        | [ 19 ]                                     |
| ルハーンシク                      | ルハーンシク市電                  | 1,524mm                           | 2015年休止                        | 2021年現在ルガンスク人民共和国の実効支配下 |
| モロクノエ                        | モロクノエ市電                    | 1,000mm                           | 2014年休止                        | 2021年現在クリミア共和国の実効支配下       |
| カディエフカ (旧：スタハーノフ)   | スタハーノフ市電                  | 1,524mm                           | 2007年廃止                        | [ 1 ] [ 7 ] [ 19 ]                         |
| マキイフカ                        | マキイフカ市電                    | 1,524mm                           | 2006年廃止                        | [ 1 ] [ 7 ] [ 19 ]                         |

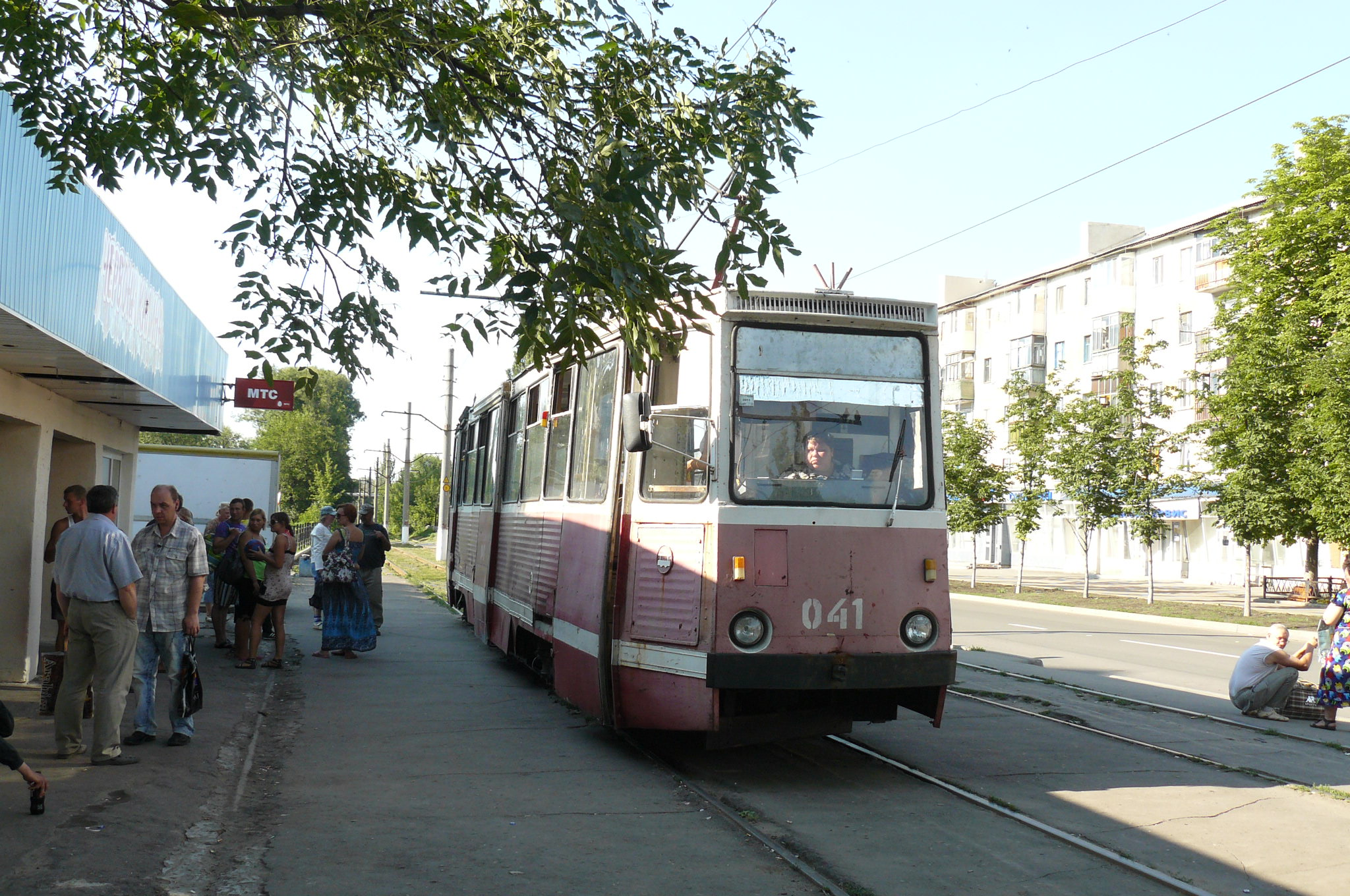
アウデイーイウカ市電（2012年撮影）
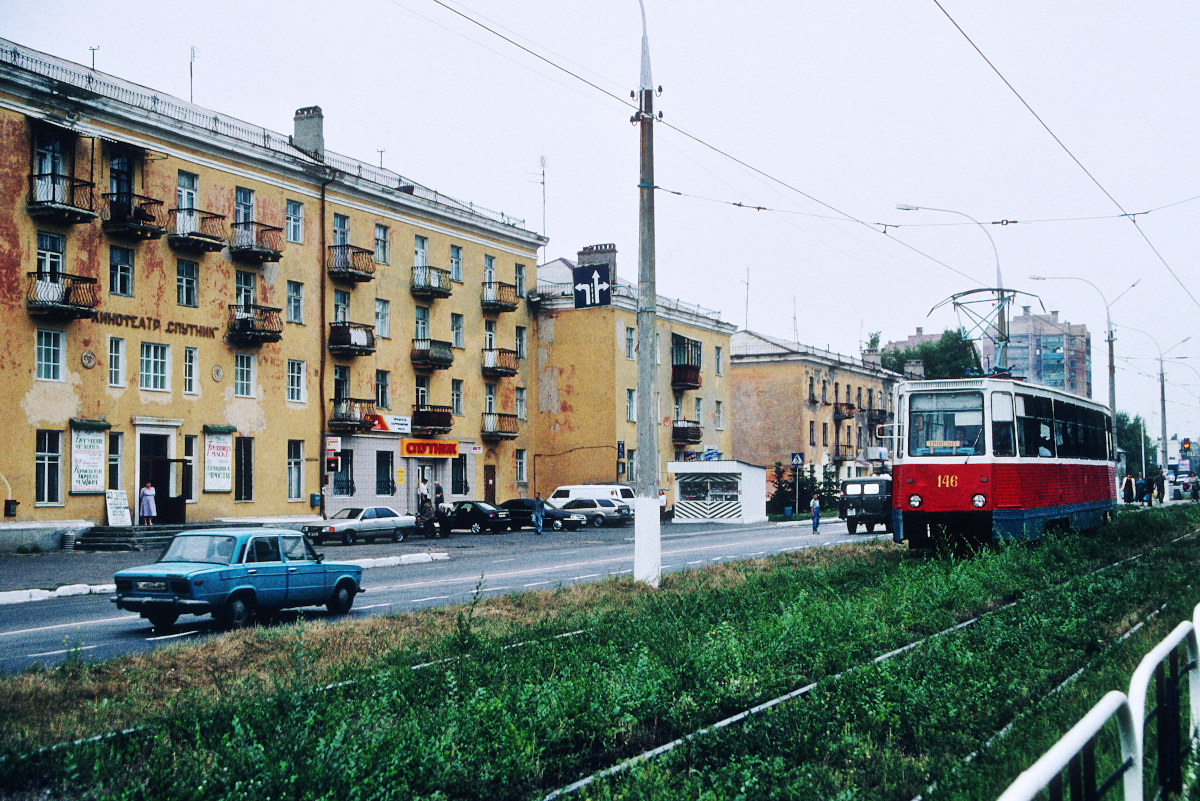
コンスタンチノフカ市電（2001年撮影）
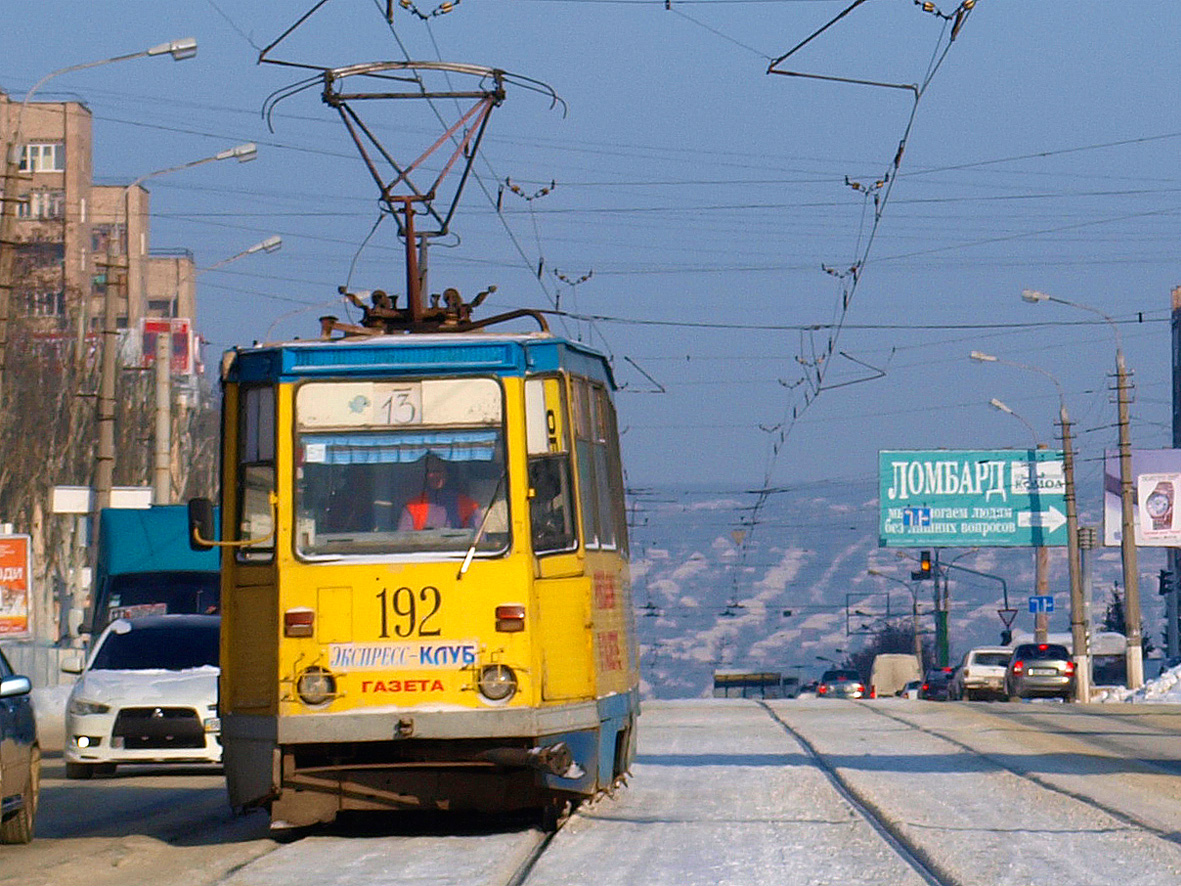
ルハーンシク市電（2012年撮影）
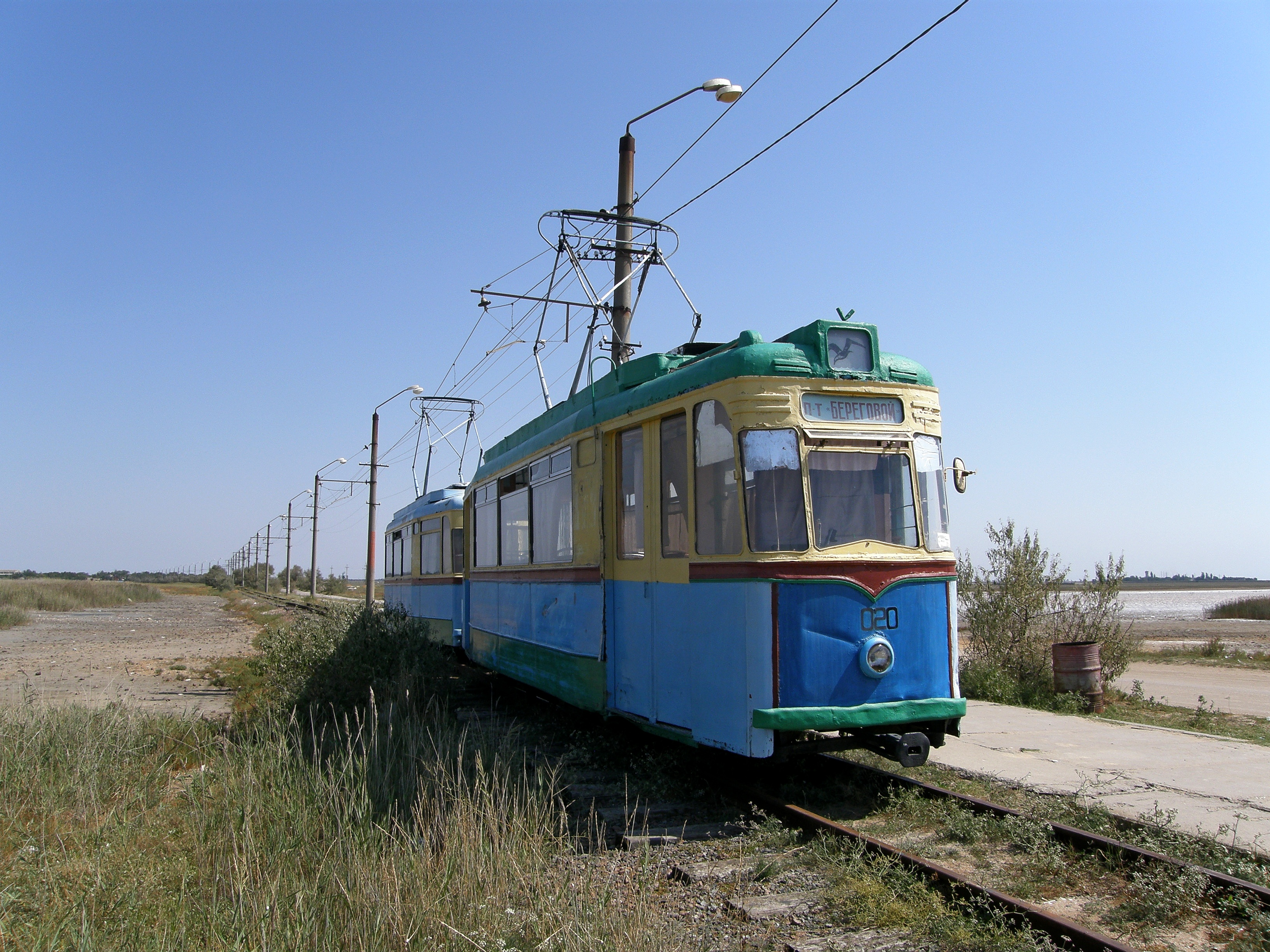
モロクノエ市電（2012年撮影）
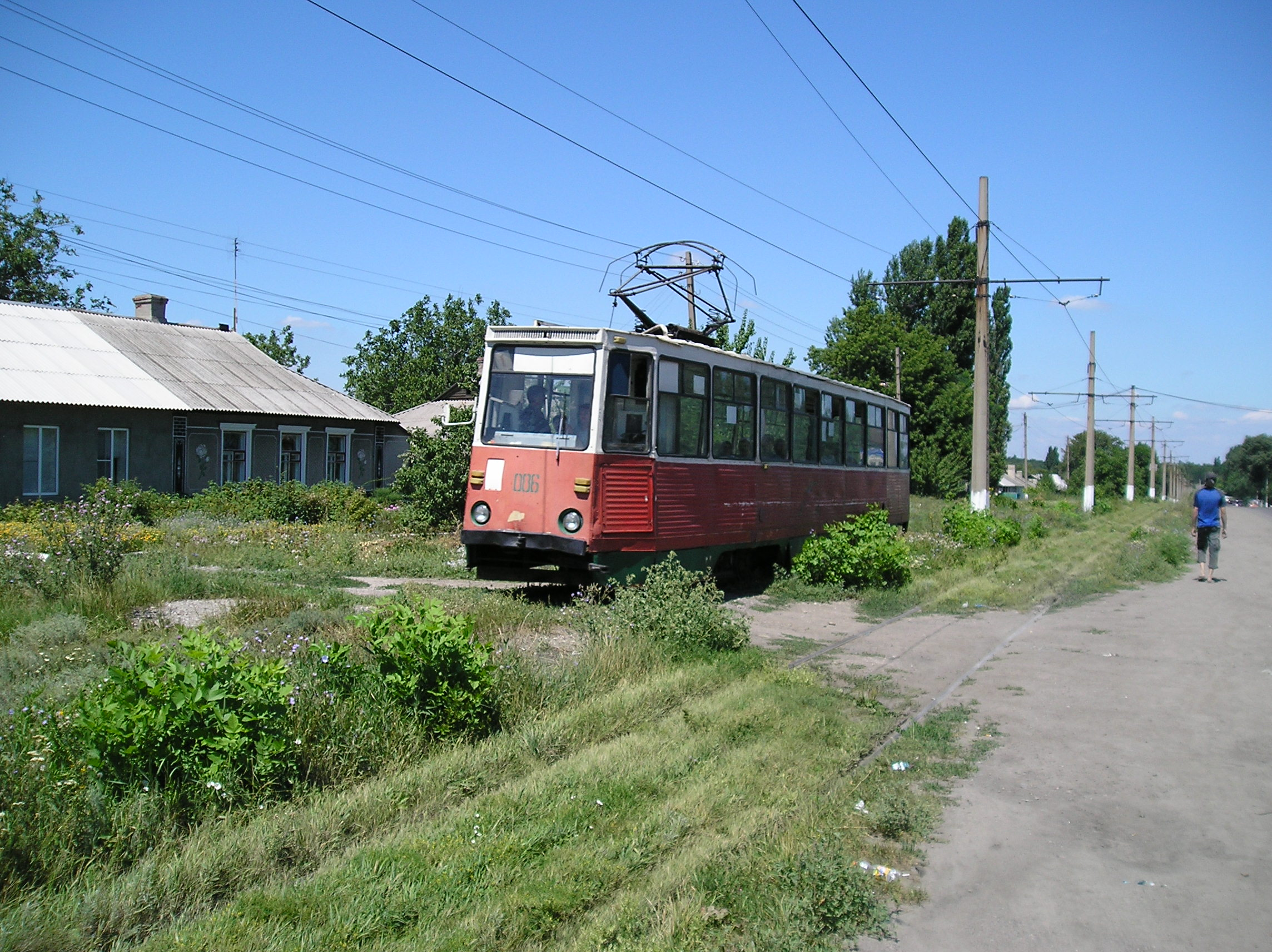
スタハーノフ市電（2007年撮影）

#### ソビエト連邦時代・ソビエト連邦成立前に廃止
- ヴフレヒルスク市電（ウクライナ語版）（ヴフレヒルスク（ウクライナ語版）） - トロリーバスへの置き換えにより1980年に廃止[3]。
- シンフェロポリ市電（ウクライナ語版）（シンフェロポリ） - 施設の老朽化により1970年廃止[3][20]。
- チェルニウツィー市電（ウクライナ語版）（チェルニウツィー） - トロリーバスへの置き換えにより1967年廃止[21]。
- ケルチ市電（ウクライナ語版）（ケルチ） - 第二次世界大戦（大祖国戦争）により1944年に廃止[3]。
- キロヴォフラード市電（ウクライナ語版）（キロヴォグラード） - 大祖国戦争により1944年に廃止[3]。
- セヴァストポリ市電（ウクライナ語版）（セヴァストポリ） - 大祖国戦争により1942年に廃止[3]。
- クレメンチューク市電（ウクライナ語版）（クレメンチューク） - ロシア革命の混乱により廃止[3]。

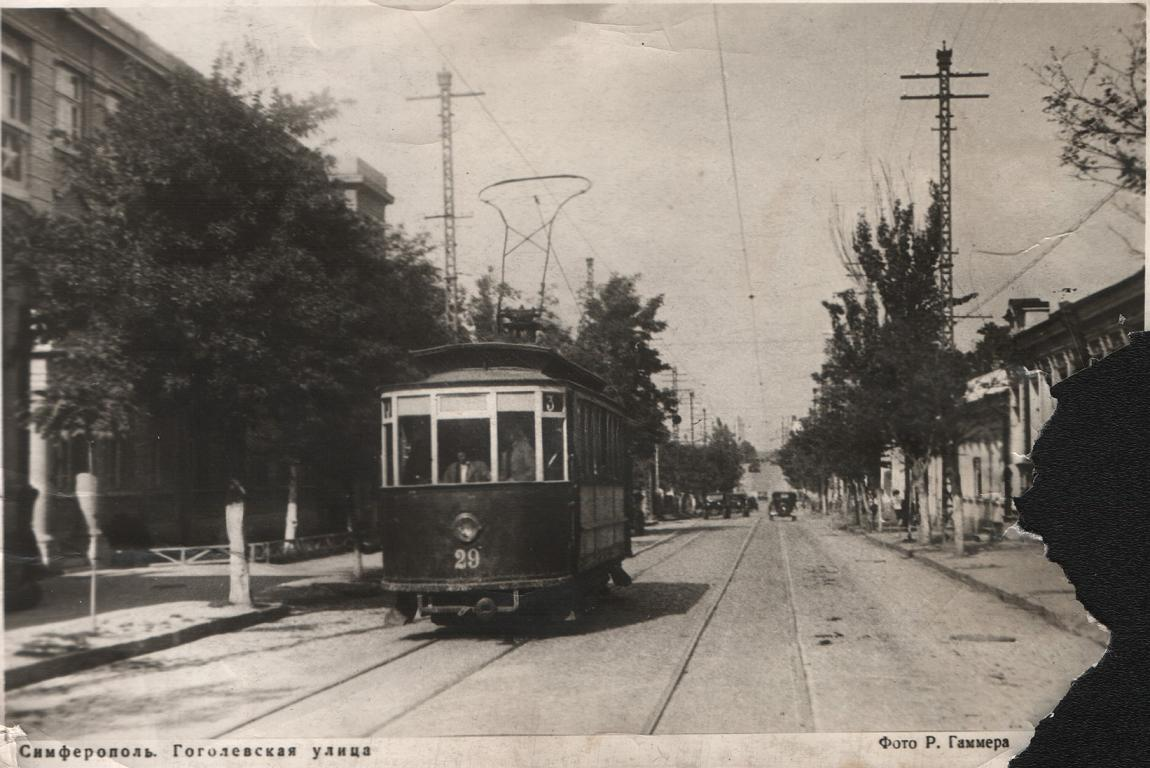
シンフェロポリ市電
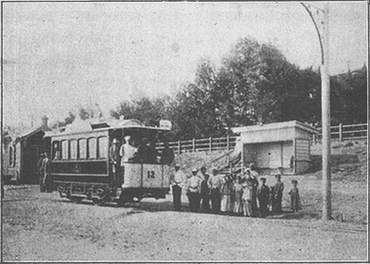
キロフォグラード市電
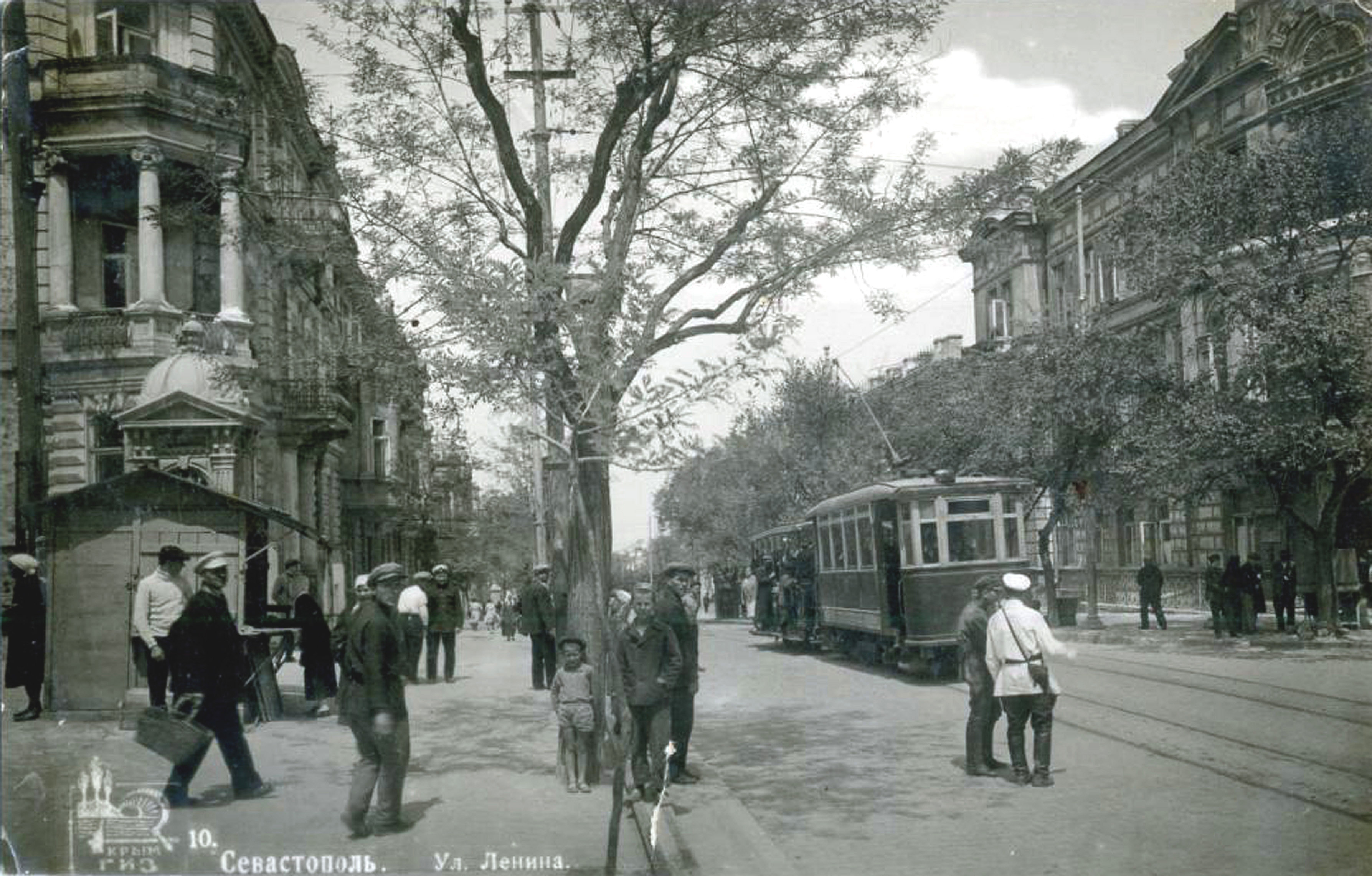
セヴァストポリ市電
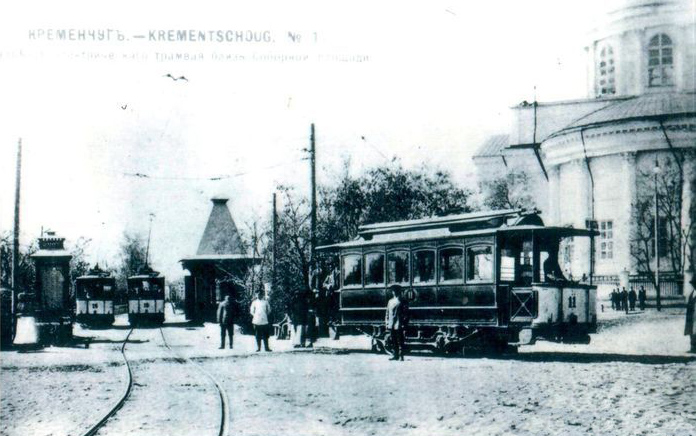
クレメンチューク市電

## 参考資料
- Іван РУДАКЕВИЧ; Анджей СОЧУВКА (2019). “Геопросторові тенденції розвитку трамвайного транспорту в Україні”. Географія (Тернопільського національного педагогічного університету імені Володимира Гнатюка) 2 (47):  75-83. doi:10.25128/2519-4577.19.3.9.